# Séries éliminatoires de la Coupe Stanley 2006
Année précédente Année suivante
Les séries éliminatoires de la Coupe Stanley 2006 font suite à la saison 2005-2006 de la Ligue nationale de hockey. Les Hurricanes de la Caroline remportent la première Coupe Stanley de leur histoire en battant en finale les Oilers d'Edmonton sur le score de 4 matchs à 3.

## Contexte
Les séries éliminatoires débutent le 21 avril 2006 et se terminent le 19 juin. Le précédent vainqueur de la Coupe Stanley, le Lightning de Tampa Bay, est éliminé dès les huitièmes de finale tout comme les vainqueurs de l'Association de l'Ouest, les Red Wings de Détroit.
Malgré l'introduction d'une fusillade pour départager les équipes à égalité lors des matchs en saison régulière, la formule de prolongation demeure la même pour les séries. Chaque période supplémentaire dure 20 minutes, se joue à 5 contre 5, et le match se termine lorsqu'une des deux équipes marque.
La Coupe Stanley est remportée en 7 matchs par les Hurricanes de la Caroline contre les Oilers d'Edmonton.

## Arbre de qualification
|  | Quarts de finale d'association | Quarts de finale d'association | Quarts de finale d'association |   |                           | Demi-finales d'association | Demi-finales d'association | Demi-finales d'association |  |   | Finales d'association     | Finales d'association | Finales d'association |  |   | Finale de la Coupe Stanley | Finale de la Coupe Stanley | Finale de la Coupe Stanley |
|  |                                |                                |                                |   |                           |                            |                            |                            |  |   |                           |                       |                       |  |   |                            |                            |                            |
|  | 1                              | Sénateurs d'Ottawa             | 4                              |   |                           |                            |                            |                            |  |   |                           |                       |                       |  |   |                            |                            |                            |
|  | 8                              | Lightning de Tampa Bay         | 1                              |   |                           |                            |                            |                            |  |   |                           |                       |                       |  |   |                            |                            |                            |
|  | 8                              | Lightning de Tampa Bay         | 1                              |   | 1                         | Sénateurs d'Ottawa         | 1                          |                            |  |   |                           |                       |                       |  |   |                            |                            |                            |
|  |                                |                                |                                |   | 1                         | Sénateurs d'Ottawa         | 1                          |                            |  |   |                           |                       |                       |  |   |                            |                            |                            |
|  |                                | 4                              | Sabres de Buffalo              | 4 |                           |                            |                            |                            |  |   |                           |                       |                       |  |   |                            |                            |                            |
|  | 2                              | 4                              | Sabres de Buffalo              | 4 | Hurricanes de la Caroline | 4                          |                            |                            |  |   |                           |                       |                       |  |   |                            |                            |                            |
|  | 2                              |                                |                                |   | Hurricanes de la Caroline | 4                          |                            |                            |  |   |                           |                       |                       |  |   |                            |                            |                            |
|  | 7                              | Canadiens de Montréal          | 2                              |   |                           |                            |                            |                            |  |   |                           |                       |                       |  |   |                            |                            |                            |
|  | 7                              | Canadiens de Montréal          | 2                              |   |                           |                            |                            |                            |  | 2 | Hurricanes de la Caroline | 4                     |                       |  |   |                            |                            |                            |
|  | Association de l'Est           |                                |                                |   |                           |                            |                            |                            |  | 2 | Hurricanes de la Caroline | 4                     |                       |  |   |                            |                            |                            |
|  |                                | 4                              | Sabres de Buffalo              | 3 |                           |                            |                            |                            |  |   |                           |                       |                       |  |   |                            |                            |                            |
|  | 3                              | 4                              | Sabres de Buffalo              | 3 | Devils du New Jersey      | 4                          |                            |                            |  |   |                           |                       |                       |  |   |                            |                            |                            |
|  | 3                              |                                |                                |   | Devils du New Jersey      | 4                          |                            |                            |  |   |                           |                       |                       |  |   |                            |                            |                            |
|  | 6                              | Rangers de New York            | 0                              |   |                           |                            |                            |                            |  |   |                           |                       |                       |  |   |                            |                            |                            |
|  | 6                              | Rangers de New York            | 0                              |   | 2                         | Hurricanes de la Caroline  | 4                          |                            |  |   |                           |                       |                       |  |   |                            |                            |                            |
|  |                                |                                |                                |   | 2                         | Hurricanes de la Caroline  | 4                          |                            |  |   |                           |                       |                       |  |   |                            |                            |                            |
|  |                                | 3                              | Devils du New Jersey           | 1 |                           |                            |                            |                            |  |   |                           |                       |                       |  |   |                            |                            |                            |
|  | 4                              | 3                              | Devils du New Jersey           | 1 | Sabres de Buffalo         | 4                          |                            |                            |  |   |                           |                       |                       |  |   |                            |                            |                            |
|  | 4                              |                                |                                |   | Sabres de Buffalo         | 4                          |                            |                            |  |   |                           |                       |                       |  |   |                            |                            |                            |
|  | 5                              | Flyers de Philadelphie         | 2                              |   |                           |                            |                            |                            |  |   |                           |                       |                       |  |   |                            |                            |                            |
|  | 5                              | Flyers de Philadelphie         | 2                              |   |                           |                            |                            |                            |  |   |                           |                       |                       |  | 2 | Hurricanes de la Caroline  | 4                          |                            |
|  |                                |                                |                                |   |                           |                            |                            |                            |  |   |                           |                       |                       |  | 2 | Hurricanes de la Caroline  | 4                          |                            |
|  |                                | 8                              | Oilers d'Edmonton              | 3 |                           |                            |                            |                            |  |   |                           |                       |                       |  |   |                            |                            |                            |
|  | 1                              | 8                              | Oilers d'Edmonton              | 3 | Red Wings de Détroit      | 2                          |                            |                            |  |   |                           |                       |                       |  |   |                            |                            |                            |
|  | 1                              |                                |                                |   | Red Wings de Détroit      | 2                          |                            |                            |  |   |                           |                       |                       |  |   |                            |                            |                            |
|  | 8                              | Oilers d'Edmonton              | 4                              |   |                           |                            |                            |                            |  |   |                           |                       |                       |  |   |                            |                            |                            |
|  | 8                              | Oilers d'Edmonton              | 4                              |   | 5                         | Sharks de San José         | 2                          |                            |  |   |                           |                       |                       |  |   |                            |                            |                            |
|  |                                |                                |                                |   | 5                         | Sharks de San José         | 2                          |                            |  |   |                           |                       |                       |  |   |                            |                            |                            |
|  |                                | 8                              | Oilers d'Edmonton              | 4 |                           |                            |                            |                            |  |   |                           |                       |                       |  |   |                            |                            |                            |
|  | 2                              | 8                              | Oilers d'Edmonton              | 4 | Stars de Dallas           | 1                          |                            |                            |  |   |                           |                       |                       |  |   |                            |                            |                            |
|  | 2                              |                                |                                |   | Stars de Dallas           | 1                          |                            |                            |  |   |                           |                       |                       |  |   |                            |                            |                            |
|  | 7                              | Avalanche du Colorado          | 4                              |   |                           |                            |                            |                            |  |   |                           |                       |                       |  |   |                            |                            |                            |
|  | 7                              | Avalanche du Colorado          | 4                              |   |                           |                            |                            |                            |  | 8 | Oilers d'Edmonton         | 4                     |                       |  |   |                            |                            |                            |
|  | Association de l'Ouest         |                                |                                |   |                           |                            |                            |                            |  | 8 | Oilers d'Edmonton         | 4                     |                       |  |   |                            |                            |                            |
|  |                                | 6                              | Mighty Ducks d'Anaheim         | 1 |                           |                            |                            |                            |  |   |                           |                       |                       |  |   |                            |                            |                            |
|  | 3                              | 6                              | Mighty Ducks d'Anaheim         | 1 | Flames de Calgary         | 3                          |                            |                            |  |   |                           |                       |                       |  |   |                            |                            |                            |
|  | 3                              |                                |                                |   | Flames de Calgary         | 3                          |                            |                            |  |   |                           |                       |                       |  |   |                            |                            |                            |
|  | 6                              | Mighty Ducks d'Anaheim         | 4                              |   |                           |                            |                            |                            |  |   |                           |                       |                       |  |   |                            |                            |                            |
|  | 6                              | Mighty Ducks d'Anaheim         | 4                              |   | 6                         | Mighty Ducks d'Anaheim     | 4                          |                            |  |   |                           |                       |                       |  |   |                            |                            |                            |
|  |                                |                                |                                |   | 6                         | Mighty Ducks d'Anaheim     | 4                          |                            |  |   |                           |                       |                       |  |   |                            |                            |                            |
|  |                                | 7                              | Avalanche du Colorado          | 0 |                           |                            |                            |                            |  |   |                           |                       |                       |  |   |                            |                            |                            |
|  | 4                              | 7                              | Avalanche du Colorado          | 0 | Predators de Nashville    | 1                          |                            |                            |  |   |                           |                       |                       |  |   |                            |                            |                            |
|  | 4                              |                                |                                |   | Predators de Nashville    | 1                          |                            |                            |  |   |                           |                       |                       |  |   |                            |                            |                            |
|  | 5                              | Sharks de San José             | 4                              |   |                           |                            |                            |                            |  |   |                           |                       |                       |  |   |                            |                            |                            |

## Quarts de finale d'associations

### Sénateurs d'Ottawa contre Lightning de Tampa Bay
Les Sénateurs d'Ottawa, favoris, remportent la série 4-1.
| 21 avril | Ottawa | 4-1 (0-1, 0-0, 4-0) | Tampa Bay | Place Banque Scotia 19 660 spectateurs |

| Feuille de match | Feuille de match | Feuille de match    | Feuille de match                           | Feuille de match                                                    |
| ---------------- | --- | ------------------- | ------------------------------------------ | ------------------------------------------------------------------- |
|                  | Havlát (Spezza, Schaefer) — 45 min 6 s (SN) Spezza (Heatley, Emery) — 46 min 13 s (SN) Fisher (Schaefer) — 49 min 37 s (IN) Alfredsson (Heatley, Volchenkov) — 58 min 58 s (CV) | 0-1 1-1 2-1 3-1 4-1 | Lecavalier (Boyle, Richards) — 19 min (SN) | Arbitrage : Dave Jackson, Brad Watson Pierre Champoux, Brian Murphy |
| Emery            | Gardiens | Grahame             |                                            | Arbitrage : Dave Jackson, Brad Watson Pierre Champoux, Brian Murphy |
| 18 min           | Pénalités | 14 min              |                                            | Arbitrage : Dave Jackson, Brad Watson Pierre Champoux, Brian Murphy |
| 38               | Tirs | 36                  |                                            | Arbitrage : Dave Jackson, Brad Watson Pierre Champoux, Brian Murphy |

| 23 avril | Ottawa | 3-4 (1-1, 1-1, 1-2) | Tampa Bay | Place Banque Scotia 19 745 spectateurs |

| Feuille de match | Feuille de match | Feuille de match            | Feuille de match | Feuille de match                                                       |
| ---------------- | --- | --------------------------- | --- | ---------------------------------------------------------------------- |
|                  | Smolinski (Varaďa, Voltchenkov) — 4 min 51 s Havlát (Heatley, Spezza) — 37 min 12 s (SN) Schaefer (Havlát, Fisher) — 43 min 21 s | 1-0 1-1 1-2 2-2 3-2 3-3 3-4 | St-Louis (Prospal) — 14 min 36 s Richards (Paul Ranger) — 27 min 39 s Boyle (Richards, Ranger) — 45 min 24 s St-Louis (Afanassenkov, Richards) — 46 min 19 s | Arbitrage : Tim Peel, Don VanMassenhoven Pierre Champoux, Brian Murphy |
| Emery            | Gardiens | Grahame                     | | Arbitrage : Tim Peel, Don VanMassenhoven Pierre Champoux, Brian Murphy |
| 8 min            | Pénalités | 10 min                      | | Arbitrage : Tim Peel, Don VanMassenhoven Pierre Champoux, Brian Murphy |
| 24               | Tirs | 36                          | | Arbitrage : Tim Peel, Don VanMassenhoven Pierre Champoux, Brian Murphy |

| 25 avril | Tampa Bay | 4-8 (1-3, 0-2, 3-3) | Ottawa | St. Pete Times Forum 20 815 spectateurs |

| Feuille de match | Feuille de match | Feuille de match                                | Feuille de match | Feuille de match                                                |
| ---------------- | --- | ----------------------------------------------- | --- | --------------------------------------------------------------- |
|                  | St-Louis (Kubina, Richards) — 18 min 38 s (SN) Ranger — 40 min 20 s (SN) Ranger (Boyle, Prospal) — 51 min 26 s Kubina (Lecavalier, Sydor) — 53 min 25 s (SN) | 0-1 0-2 0-3 1-3 1-4 1-5 2-5 2-6 2-7 3-7 4-7 4-8 | Havlát (Chára) — 5 min 20 s Redden (Alfredsson, Spezza) — 8 min 40 s (SN) Eaves (Alfredsson) — 12 min 56 s Havlát (Redden, Schaefer) — 22 min 17 s Vermette (Varad'a, Voltchenkov) — 29 min 11 s Heatley (Spezza, Redden) — 46 min 12 s (SN) Chára (Spezza, Havlát) — 50 min 28 s (SN) Vermette (Heatley, Spezza) — 56 min 18 s | Arbitrage : Kerry Fraser, Eric Furlatt Brad Kovachik, Tim Nowak |
| Grahame, Burke   | Gardiens | Emery                                           | | Arbitrage : Kerry Fraser, Eric Furlatt Brad Kovachik, Tim Nowak |
| 79 min           | Pénalités | 60 min                                          | | Arbitrage : Kerry Fraser, Eric Furlatt Brad Kovachik, Tim Nowak |
| 39               | Tirs | 31                                              | | Arbitrage : Kerry Fraser, Eric Furlatt Brad Kovachik, Tim Nowak |

| 27 avril | Tampa Bay | 2-5 (2-1, 0-3, 0-1) | Ottawa | St. Pete Times Forum 20 682 spectateurs |

| Feuille de match | Feuille de match                                                                      | Feuille de match            | Feuille de match | Feuille de match                                                     |
| ---------------- | ------------------------------------------------------------------------------------- | --------------------------- | --- | -------------------------------------------------------------------- |
|                  | St-Louis (Ranger, Richards) — 11 min 10 s Richards (Lecavalier, Ranger) — 16 min 15 s | 0-1 1-1 2-1 2-2 2-3 2-4 2-5 | Spezza (Heatley) — 6 min 13 s Phillips (Alfredsson, Smolinski) — 25 min 59 s Heatley (Havlát, Spezza) — 37 min 10 s (SN) Havlát (Schaefer, Fisher) — 37 min 50 s Neil (Heatley) — 41 min 24 s | Arbitrage : Bill McCreary, Kelly Sutherland Brad Kovachik, Tim Nowak |
| Grahame, Burke   | Gardiens                                                                              | Emery                       | | Arbitrage : Bill McCreary, Kelly Sutherland Brad Kovachik, Tim Nowak |
| 10 min           | Pénalités                                                                             | 10 min                      | | Arbitrage : Bill McCreary, Kelly Sutherland Brad Kovachik, Tim Nowak |
| 32               | Tirs                                                                                  | 25                          | | Arbitrage : Bill McCreary, Kelly Sutherland Brad Kovachik, Tim Nowak |

| 29 avril | Ottawa | 3-2 (2-0, 1-2, 0-0) | Tampa Bay | Place Banque Scotia 20 004 spectateurs |

| Feuille de match | Feuille de match | Feuille de match    | Feuille de match                                                              | Feuille de match                                                    |
| ---------------- | --- | ------------------- | ----------------------------------------------------------------------------- | ------------------------------------------------------------------- |
|                  | Schaefer (Havlát, Redden) — 12 min 53 s Meszaros (Redden, Heatley) — 15 min 44 s Havlát (Heatley, Spezza) — 35 min 2 s (SN) | 1-0 2-0 2-1 3-1 3-2 | Artioukhine (Sarich, Lecavalier) — 21 min 37 s Richards (Boyle) — 38 min 15 s | Arbitrage : Dennis LaRue, Dan Marouelli Scott Driscoll, Thor Nelson |
|                  | |                     |                                                                               | Arbitrage : Dennis LaRue, Dan Marouelli Scott Driscoll, Thor Nelson |
| 8 min            | Pénalités | 12 min              |                                                                               | Arbitrage : Dennis LaRue, Dan Marouelli Scott Driscoll, Thor Nelson |
| 38               | Tirs | 28                  |                                                                               | Arbitrage : Dennis LaRue, Dan Marouelli Scott Driscoll, Thor Nelson |

### Hurricanes de la Caroline contre Canadiens de Montréal
Les Hurricanes partent favoris dans cette série mais les Canadiens remportent deux victoires en Caroline pour mener 2-0. Le gardien recrue Cam Ward est alors désigner pour remplacer Martin Gerber qui a commencé les deux premiers matchs. Les Hurricanes remportent les quatre parties suivantes avec Ward devant le filet pour éliminer les Canadiens 4-2. Lors du troisième match, le capitaine des Canadiens, Saku Koivu, est atteint par un coup de bâton dans l'œil qui le blesse sérieusement et l'empêche de revenir jouer dans la série.
| 22 avril | Caroline | 1-6 (1-2, 0-2, 0-2) | Montréal | RBC Center 18 812 spectateurs |

| Feuille de match | Feuille de match | Feuille de match            | Feuille de match | Feuille de match                                                     |
| ---------------- | ---------------- | --------------------------- | --- | -------------------------------------------------------------------- |
|                  | Cullen — 50 s    | 1-0 1-1 1-2 1-3 1-4 1-5 1-6 | Bouillon (Ryder, Higgins) — 8 min 23 s (SN) Bonk (Dandenault, Sundström) — 16 min 17 s Kovaliov (Plekanec, Rivet) — 22 min 18 s Higgins (Sundström, Koivu) — 36 min 1 s Kovaliov (Ribeiro, Bouillon) — 51 min 40 s (SN) Souray (Plekanec, Kovaliov) — 58 min 12 s | Arbitrage : Greg Kimmerly, Don Koharski Steve Miller, Pierre Racicot |
| Gerber           | Gardiens         | Huet                        | | Arbitrage : Greg Kimmerly, Don Koharski Steve Miller, Pierre Racicot |
| 8 min            | Pénalités        | 12 min                      | | Arbitrage : Greg Kimmerly, Don Koharski Steve Miller, Pierre Racicot |
| 43               | Tirs             | 21                          | | Arbitrage : Greg Kimmerly, Don Koharski Steve Miller, Pierre Racicot |

| 24 avril | Caroline | 5-6 (2 pr) (0-3, 2-0, 3-2, 0-0, 0-1) | Montréal | RBC Center 18 730 spectateurs |

| Feuille de match | Feuille de match | Feuille de match                            | Feuille de match | Feuille de match                                                   |
| ---------------- | --- | ------------------------------------------- | --- | ------------------------------------------------------------------ |
|                  | Cullen (Staal, Ladd) — 21 min 42 s Brind'Amour (Weight, Staal) — 29 min 5 s (SN) Whitney (Recchi, Staal) — 40 min 22 s (SN) Brind'Amour (Williams-Staal) — 41 min 15 s (SN) Stillman (Hedican, Cullen) — 58 min 30 s | 0-1 0-2 0-3 1-3 2-3 3-3 4-3 4-4 4-5 5-5 5-6 | Bulis (Kovaliov) — 4 min 48 s Ryder (Markov, Dandenault) — 13 min 35 s (SN) Bonk (Sundström, Rivet) — 14 min 46 s Kovaliov (Bulis, Dandenault) — 45 min 22 s Zedník (Perejoguine, Plekanec) — 45 min 58 s Ryder (Higgins, Koivu) — 82 min 32 s | Arbitrage : Paul Devorski, Brad Meier Steve Miller, Pierre Racicot |
| Gerber, C. Ward  | Gardiens | Huet                                        | | Arbitrage : Paul Devorski, Brad Meier Steve Miller, Pierre Racicot |
| 20 min           | Pénalités | 20 min                                      | | Arbitrage : Paul Devorski, Brad Meier Steve Miller, Pierre Racicot |
| 46               | Tirs | 36                                          | | Arbitrage : Paul Devorski, Brad Meier Steve Miller, Pierre Racicot |

| 26 avril | Montréal | 1-2 (pr) (0-0, 1-0, 0-1, 0-1) | Caroline | Centre Bell 21 273 spectateurs |

| Feuille de match | Feuille de match                          | Feuille de match | Feuille de match                                                                            | Feuille de match                                                   |
| ---------------- | ----------------------------------------- | ---------------- | ------------------------------------------------------------------------------------------- | ------------------------------------------------------------------ |
|                  | Zednik (Ryder, Souray) — 29 min 17 s (SN) | 1-0 1-1 1-2      | Brind'Amour (Hedican, Commodore) — 31 min 27 s Staal (Hedican, Stillman) — 63 min 38 s (SN) | Arbitrage : Dennis LaRue, Dan Marouelli Michel Cormier, Jean Morin |
| Huet             | Gardiens                                  | C. Ward          |                                                                                             | Arbitrage : Dennis LaRue, Dan Marouelli Michel Cormier, Jean Morin |
| 14 min           | Pénalités                                 | 6 min            |                                                                                             | Arbitrage : Dennis LaRue, Dan Marouelli Michel Cormier, Jean Morin |
| 28               | Tirs                                      | 36               |                                                                                             | Arbitrage : Dennis LaRue, Dan Marouelli Michel Cormier, Jean Morin |

| 28 avril | Montréal | 2-3 (0-2, 2-0, 0-1) | Caroline | Centre Bell 21 273 spectateurs |

| Feuille de match | Feuille de match                                                                             | Feuille de match    | Feuille de match | Feuille de match                                                    |
| ---------------- | -------------------------------------------------------------------------------------------- | ------------------- | --- | ------------------------------------------------------------------- |
|                  | Perejoguine (Bouillon, Plekanec) — 25 min 21 s Souray (Kovaliov, Ribeiro) — 32 min 58 s (SN) | 0-1 0-2 1-2 2-2 2-3 | Williams (Staal, Doug Weight) — 10 min 22 s A. Ward (Williams, Stillman) — 11 min 33 s Brind'Amour (Wallin, Recchi) — 45 min 54 s | Arbitrage : Tim Peel, Don VanMassenhoven Michel Cormier, Jean Morin |
| Huet             | Gardiens                                                                                     | C. Ward             | | Arbitrage : Tim Peel, Don VanMassenhoven Michel Cormier, Jean Morin |
| 25 min           | Pénalités                                                                                    | 30 min              | | Arbitrage : Tim Peel, Don VanMassenhoven Michel Cormier, Jean Morin |
| 4                | Tirs                                                                                         | 8                   | | Arbitrage : Tim Peel, Don VanMassenhoven Michel Cormier, Jean Morin |

| 30 avril | Caroline | 2-1 (1-0, 1-1, 0-0) | Montréal | RBC Center 18 887 spectateurs |

| Feuille de match | Feuille de match                                                                            | Feuille de match | Feuille de match                | Feuille de match                                                  |
| ---------------- | ------------------------------------------------------------------------------------------- | ---------------- | ------------------------------- | ----------------------------------------------------------------- |
|                  | Staal (Stillman, Brind'Amour) — 4 min 27 s (SN) Cullen (Weight, Kaberle) — 33 min 57 s (SN) | 1-0 2-0 2-1      | Kovaliov (Souray) — 39 min 32 s | Arbitrage : Kerry Fraser, Eric Furlatt Vaughan Rody, Jay Sharrers |
| C. Ward          | Gardiens                                                                                    | Huet             |                                 | Arbitrage : Kerry Fraser, Eric Furlatt Vaughan Rody, Jay Sharrers |
| 10 min           | Pénalités                                                                                   | 10 min           |                                 | Arbitrage : Kerry Fraser, Eric Furlatt Vaughan Rody, Jay Sharrers |
| 28               | Tirs                                                                                        | 31               |                                 | Arbitrage : Kerry Fraser, Eric Furlatt Vaughan Rody, Jay Sharrers |

| 2 mai | Montréal | 1-2 (pr) (1-1, 0-0, 0-0, 0-1) | Caroline | Centre Bell 21 273 spectateurs |

| Feuille de match | Feuille de match                          | Feuille de match | Feuille de match                                                | Feuille de match                                                       |
| ---------------- | ----------------------------------------- | ---------------- | --------------------------------------------------------------- | ---------------------------------------------------------------------- |
|                  | Souray (Ryder, Higgins) — 6 min 31 s (SN) | 1-0 1-1 1-2      | Recchi (Staal) — 7 min 1 s Stillman (Brind'Amour) — 61 min 19 s | Arbitrage : Bill McCreary, Kevin Pollock Pierre Champoux, Brian Murphy |
| Huet             | Gardiens                                  | C. Ward          |                                                                 | Arbitrage : Bill McCreary, Kevin Pollock Pierre Champoux, Brian Murphy |
| 8 min            | Pénalités                                 | 10 min           |                                                                 | Arbitrage : Bill McCreary, Kevin Pollock Pierre Champoux, Brian Murphy |
| 26               | Tirs                                      | 29               |                                                                 | Arbitrage : Bill McCreary, Kevin Pollock Pierre Champoux, Brian Murphy |

### Devils du New Jersey contre Rangers de New York
Les Devils remportent leur division lors du dernier match de la saison régulière en battant Montréal pour une onzième victoire consécutive. Ils battent ensuite les Rangers 4-0 dans cette série, portant ainsi à quinze leur série de matchs sans défaite. Lors du premier match de la série, les Devils marque cinq buts en supériorité numérique ce qui constitue un record en séries éliminatoires de la LNH.
| 22 avril | New Jersey | 6-1 (1-1, 2-0, 3-0) | Rangers de New York | Continental Airlines Arena 19 040 spectateurs |

| Feuille de match | Feuille de match | Feuille de match            | Feuille de match                      | Feuille de match                                                 |
| ---------------- | --- | --------------------------- | ------------------------------------- | ---------------------------------------------------------------- |
|                  | Eliáš (Gomez, Langenbrunner) — 3 min 55 s (SN) Gomez (Gionta, Eliáš) — 27 min 48 s (SN) Klee (Eliáš, Langenbrunner) — 37 min 10 s Rafalski (Eliáš, Gionta) — 40 min 53 s (SN) Langenbrunner (Eliáš, Gionta) — 48 min 45 s (SN) Eliáš (Langenbrunner, Gomez) — 55 min 34 s (SN) | 1-0 1-1 2-1 3-1 4-1 5-1 6-1 | Průcha (Jágr, Nylander) — 10 min (SN) | Arbitrage : Paul Devorski, Brad Meier Michel Cormier, Jean Morin |
| Brodeur          | Gardiens | Lundqvist                   |                                       | Arbitrage : Paul Devorski, Brad Meier Michel Cormier, Jean Morin |
| 21 min           | Pénalités | 43 min                      |                                       | Arbitrage : Paul Devorski, Brad Meier Michel Cormier, Jean Morin |
| 30               | Tirs | 30                          |                                       | Arbitrage : Paul Devorski, Brad Meier Michel Cormier, Jean Morin |

| 24 avril | New Jersey | 4-1 (2-0, 1-0, 1-1) | Rangers de New York | Continental Airlines Arena 19 040 spectateurs |

| Feuille de match | Feuille de match | Feuille de match    | Feuille de match                     | Feuille de match                                                   |
| ---------------- | --- | ------------------- | ------------------------------------ | ------------------------------------------------------------------ |
|                  | Madden (Rafalski, Pandolfo) — 7 min 47 s (IN) Gionta (Martin, Langenbrunner) — 14 min 13 s (SN) Madden (Pandolfo, Martin) — 39 min 54 s (IN) Madden (Marshall, Pandolfo) — 52 min 46 s | 1-0 2-0 3-0 3-1 4-1 | Betts (Hollweg, Malík) — 45 min 41 s | Arbitrage : Dennis LaRue, Dan Marouelli Michel Cormier, Jean Morin |
| Brodeur          | Gardiens | Weekes              |                                      | Arbitrage : Dennis LaRue, Dan Marouelli Michel Cormier, Jean Morin |
| 14 min           | Pénalités | 12 min              |                                      | Arbitrage : Dennis LaRue, Dan Marouelli Michel Cormier, Jean Morin |
| 25               | Tirs | 26                  |                                      | Arbitrage : Dennis LaRue, Dan Marouelli Michel Cormier, Jean Morin |

| 26 avril | Rangers de New York | 0-3 (0-2, 0-1, 0-0) | New Jersey | Madison Square Garden 18 200 spectateurs |

| Feuille de match | Feuille de match | Feuille de match | Feuille de match | Feuille de match                                                     |
| ---------------- | ---------------- | ---------------- | --- | -------------------------------------------------------------------- |
|                  |                  | 0-1 0-2 0-3      | Langenbrunner (Eliáš, Rafalski) — 1 min 8 s Eliáš (Langenbrunner, Hale) — 9 min 20 s Parisé (Gionta, Gomez) — 22 min 48 s | Arbitrage : Tim Peel, Don VanMassenhoven Scott Driscoll, Thor Nelson |
| Lundqvist        | Gardiens         | Brodeur          | | Arbitrage : Tim Peel, Don VanMassenhoven Scott Driscoll, Thor Nelson |
| 4 min            | Pénalités        | 6 min            | | Arbitrage : Tim Peel, Don VanMassenhoven Scott Driscoll, Thor Nelson |
| 25               | Tirs             | 20               | | Arbitrage : Tim Peel, Don VanMassenhoven Scott Driscoll, Thor Nelson |

| 29 avril | Rangers de New York | 2-4 (1-0, 0-2, 1-2) | New Jersey | Madison Square Garden 18 200 spectateurs |

| Feuille de match | Feuille de match                                                                         | Feuille de match        | Feuille de match | Feuille de match                                                   |
| ---------------- | ---------------------------------------------------------------------------------------- | ----------------------- | --- | ------------------------------------------------------------------ |
|                  | Ortmeyer (Ručínský, Rozsíval) — 19 min 41 s Rucchin (Tioutine, Betts) — 58 min 33 s (SN) | 1-0 1-1 1-2 1-3 1-4 2-4 | Gomez (Eliáš) — 24 min 20 s (SN) Eliáš (Gomez, Rafalski) — 27 min 21 s (SN) Gionta — 44 min 30 s (IN) Eliáš (Langenbrunner, Martin) — 53 min 21 s | Arbitrage : Kevin Pollock, Rob Shick Pierre Champoux, Brian Murphy |
| Lundqvist        | Gardiens                                                                                 | Brodeur                 | | Arbitrage : Kevin Pollock, Rob Shick Pierre Champoux, Brian Murphy |
| 12 min           | Pénalités                                                                                | 10 min                  | | Arbitrage : Kevin Pollock, Rob Shick Pierre Champoux, Brian Murphy |
| 33               | Tirs                                                                                     | 29                      | | Arbitrage : Kevin Pollock, Rob Shick Pierre Champoux, Brian Murphy |

### Sabres de Buffalo contre Flyers de Philadelphie
Buffalo bat Philadelphie 4-2.
| 22 avril | Buffalo | 3-2 (2 pr) (1-0, 1-1, 0-1, 0-0, 1-0) | Philadelphie | 18690 HSBC Arena spectateurs |

| Feuille de match | Feuille de match                                                                          | Feuille de match    | Feuille de match                                                                       | Feuille de match                                                    |
| ---------------- | ----------------------------------------------------------------------------------------- | ------------------- | -------------------------------------------------------------------------------------- | ------------------------------------------------------------------- |
|                  | Connolly — 5 min 20 s McKee (Campbell, Brière) — 24 min 33 s Brière (Hecht) — 87 min 31 s | 1-0 2-0 2-1 2-2 3-2 | Knuble (Gauthier, Desjardins) — 36 min 34 s Gagné (Knuble, Forsberg) — 58 min 9 s (SN) | Arbitrage : Dennis LaRue, Dan Marouelli Scott Driscoll, Thor Nelson |
| Miller           | Gardiens                                                                                  | Esche               |                                                                                        | Arbitrage : Dennis LaRue, Dan Marouelli Scott Driscoll, Thor Nelson |
| 20 min           | Pénalités                                                                                 | 28 min              |                                                                                        | Arbitrage : Dennis LaRue, Dan Marouelli Scott Driscoll, Thor Nelson |
| 58               | Tirs                                                                                      | 32                  |                                                                                        | Arbitrage : Dennis LaRue, Dan Marouelli Scott Driscoll, Thor Nelson |

| 24 avril | Buffalo | 8-2 (5-0, 1-1, 2-1) | Philadelphie | HSBC Arena 18 690 spectateurs |

| Feuille de match | Feuille de match | Feuille de match                        | Feuille de match                                                          | Feuille de match                                                  |
| ---------------- | --- | --------------------------------------- | ------------------------------------------------------------------------- | ----------------------------------------------------------------- |
|                  | Dumont — 1 min 41 s Drury (Connolly, Campbell) — 3 min (SN) Kotalík (Connoly, Lydman) — 12 min 26 s Pominville (Gaustad, McKee) — 14 min 36 s Dumont (Brière, Pominville) — 19 min 46 s (SN) Dumont (Brière, Drury) — 29 min 42 s (SN) Pominville (Numminen, Gaustad) — 48 min 35 s Pominville (Gaustad, Dumont) — 58 min 42 s | 1-0 2-0 3-0 4-0 5-0 5-1 6-1 6-2 7-2 8-2 | Gagné (Forsberg, Hatcher) — 20 min 58 s Nedved (Desjardins) — 45 min 47 s | Arbitrage : Dave Jackson, Brad Watson Scott Driscoll, Thor Nelson |
| Miller           | Gardiens | Esche Niittymaki                        |                                                                           | Arbitrage : Dave Jackson, Brad Watson Scott Driscoll, Thor Nelson |
| 12 min           | Pénalités | 61 min                                  |                                                                           | Arbitrage : Dave Jackson, Brad Watson Scott Driscoll, Thor Nelson |
| 28               | Tirs | 22                                      |                                                                           | Arbitrage : Dave Jackson, Brad Watson Scott Driscoll, Thor Nelson |

| 26 avril | Philadelphie | 4-2 (1-1, 2-0, 1-1) | Buffalo | Wachovia Center 19 984 spectateurs |

| Feuille de match | Feuille de match | Feuille de match        | Feuille de match                                                                            | Feuille de match                                               |
| ---------------- | --- | ----------------------- | ------------------------------------------------------------------------------------------- | -------------------------------------------------------------- |
|                  | Savage (Handzuš, Hatcher) — 6 min 35 s (IN) Forsberg — 26 min 57 s Forsberg (Gagné, Knuble) — 32 min 37 s (SN) Gagné (Forsberg, Knuble) — 59 min 44 s (CV) | 0-1 1-1 2-1 3-1 3-2 4-2 | Kotalík (Afinoguenov, Connolly) — 2 min 37 s Connolly (Kalinine, Afinoguenov) — 44 min 44 s | Arbitrage : Paul Devorski, Brad Meier Mike Cvik, Greg Devorski |
| Esche            | Gardiens | Miller                  |                                                                                             | Arbitrage : Paul Devorski, Brad Meier Mike Cvik, Greg Devorski |
| 14 min           | Pénalités | 10 min                  |                                                                                             | Arbitrage : Paul Devorski, Brad Meier Mike Cvik, Greg Devorski |
| 27               | Tirs | 28                      |                                                                                             | Arbitrage : Paul Devorski, Brad Meier Mike Cvik, Greg Devorski |

| 28 avril | Philadelphie | 5-4 (1-2, 1-0, 3-2) | Buffalo | Wachovia Center 20 092 spectateurs |

| Feuille de match | Feuille de match | Feuille de match                    | Feuille de match | Feuille de match                                                  |
| ---------------- | --- | ----------------------------------- | --- | ----------------------------------------------------------------- |
|                  | Desjardins (Forsberg, Pitkänen) — 12 min 13 s Forsberg (Pitkänen) — 23 min 26 s Nedved (Meyer, Desjardins) — 43 min 50 s (SN) Umberger — 49 min 51 s Forsberg — 59 min 11 s | 0-1 0-2 1-2 2-2 3-2 3-3 4-3 5-3 5-4 | Vanek (Fitzpatrick, Kotalík) — 2 min 34 s (SN) Brière (Tallinder) — 10 min 10 s Brière (Drury, Kotalík) — 46 min 17 s (SN) Grier (Kalinine, Drury) — 59 min 41 s (IN) | Arbitrage : Mike Leggo, Michael McGeough Mike Cvik, Greg Devorski |
| Esche            | Gardiens | Miller                              | | Arbitrage : Mike Leggo, Michael McGeough Mike Cvik, Greg Devorski |
| 8 min            | Pénalités | 16 min                              | | Arbitrage : Mike Leggo, Michael McGeough Mike Cvik, Greg Devorski |
| 33               | Tirs | 30                                  | | Arbitrage : Mike Leggo, Michael McGeough Mike Cvik, Greg Devorski |

| 30 avril | Buffalo | 3-0 (1-0, 1-0, 1-0) | Philadelphie | HSBC Arena 18 690 spectateurs |

| Feuille de match | Feuille de match | Feuille de match | Feuille de match | Feuille de match                                                  |
| ---------------- | --- | ---------------- | ---------------- | ----------------------------------------------------------------- |
|                  | Connolly (Drury, Campbell) — 6 min 5 s (SN) Dumont (Brière, Connolly) — 39 min 12 s (SN) Afinoguenov (Brière, Dumont) — 24 min 50 s | 1-0 2-0 3-0      |                  | Arbitrage : Tim Peel, Don VanMassenhoven Brad Kovachik, Tim Nowak |
| Miller           | Gardiens | Esche            |                  | Arbitrage : Tim Peel, Don VanMassenhoven Brad Kovachik, Tim Nowak |
| 6 min            | Pénalités | 12 min           |                  | Arbitrage : Tim Peel, Don VanMassenhoven Brad Kovachik, Tim Nowak |
| 33               | Tirs | 24               |                  | Arbitrage : Tim Peel, Don VanMassenhoven Brad Kovachik, Tim Nowak |

| 2 mai | Philadelphie | 1-7 (0-3, 1-3, 0-1) | Buffalo | Wachovia Center 19 967 spectateurs |

| Feuille de match | Feuille de match                              | Feuille de match                | Feuille de match | Feuille de match                                                   |
| ---------------- | --------------------------------------------- | ------------------------------- | --- | ------------------------------------------------------------------ |
|                  | Radivojevič (Handzuš, Richards) — 38 min 57 s | 0-1 0-2 0-3 0-4 0-5 1-5 1-6 1-7 | Grier (Drury, Roy) — 11 min 16 s Kotalík (Pominville, Connolly) — 17 min 34 s Roy (Grier, Drury) — 19 min 27 s Pominville (Lydman, Tallinder) — 23 min 5 s Afinoguenov (Brière, Dumont) — 27 min 19 s Drury (Roy, Grier) — 39 min 46 s Drury (Grier) — 42 min 12 s (IN) | Arbitrage : Paul Devorski, Dan O'Halloran Brad Kovachik, Tim Nowak |
| Esche Niittymaki | Gardiens                                      | Miller                          | | Arbitrage : Paul Devorski, Dan O'Halloran Brad Kovachik, Tim Nowak |
| 6 min            | Pénalités                                     | 10 min                          | | Arbitrage : Paul Devorski, Dan O'Halloran Brad Kovachik, Tim Nowak |
| 22               | Tirs                                          | 28                              | | Arbitrage : Paul Devorski, Dan O'Halloran Brad Kovachik, Tim Nowak |

### Red Wings de Détroit contre Oilers d'Edmonton
Les Oilers gagnent la série 4-2.
| 21 avril | Détroit | 3-2 (2 pr) (1-1, 0-1, 1-0, 0-0, 1-0) | Edmonton | Joe Louis Arena 20 066 spectateurs |

| Feuille de match | Feuille de match | Feuille de match    | Feuille de match                                                                           | Feuille de match                                                     |
| ---------------- | --- | ------------------- | ------------------------------------------------------------------------------------------ | -------------------------------------------------------------------- |
|                  | Lang (Yzerman, Shanahan) — 4 min 5 s (SN) Maltby (Franzén, Schneider) — 53 min 43 s Maltby (Schneider, Franzén) — 82 min 39 s | 1-0 1-1 1-2 2-2 3-2 | Samsonov (Hemský, Špaček) — 11 min 44 s (SN) Pronger (Špaček, Samsonov) — 28 min 43 s (SN) | Arbitrage : Bill McCreary, Kelly Sutherland Mike Cvik, Greg Devorski |
| Legace           | Gardiens | Roloson             |                                                                                            | Arbitrage : Bill McCreary, Kelly Sutherland Mike Cvik, Greg Devorski |
| 16 min           | Pénalités | 16 min              |                                                                                            | Arbitrage : Bill McCreary, Kelly Sutherland Mike Cvik, Greg Devorski |
| 57               | Tirs | 25                  |                                                                                            | Arbitrage : Bill McCreary, Kelly Sutherland Mike Cvik, Greg Devorski |

| 23 avril | Détroit | 2-4 (1-1, 1-2, 0-1) | Edmonton | Joe Louis Arena 20 066 spectateurs |

| Feuille de match | Feuille de match                                                                           | Feuille de match        | Feuille de match | Feuille de match                                                   |
| ---------------- | ------------------------------------------------------------------------------------------ | ----------------------- | --- | ------------------------------------------------------------------ |
|                  | Williams (Lang, Yzerman) — 14 min 50 s Zetterberg (Holmström, Kronwall) — 27 min 11 s (SN) | 0-1 1-1 2-1 2-2 2-3 2-4 | Pronger (Staios, Horcoff) — 12 min 32 s Pisani (Peca) — 37 min 49 s Winchester (Pronger) — 38 min 43 s Stoll (Pisani) — 59 min 47 s (CV) | Arbitrage : Kerry Fraser, Eric Furlatt Derek Amell, Lonnie Cameron |
| Legace           | Gardiens                                                                                   | Roloson                 | | Arbitrage : Kerry Fraser, Eric Furlatt Derek Amell, Lonnie Cameron |
| 8 min            | Pénalités                                                                                  | 10 min                  | | Arbitrage : Kerry Fraser, Eric Furlatt Derek Amell, Lonnie Cameron |
| 35               | Tirs                                                                                       | 24                      | | Arbitrage : Kerry Fraser, Eric Furlatt Derek Amell, Lonnie Cameron |

| 25 avril | Edmonton | 4-3 (2 pr) (2-1, 1-0, 0-2, 0-0, 1-0) | Détroit | Rexall Place 16 839 spectateurs |

| Feuille de match | Feuille de match | Feuille de match            | Feuille de match | Feuille de match                                                    |
| ---------------- | --- | --------------------------- | --- | ------------------------------------------------------------------- |
|                  | Špaček (Winchester, Smyth) — 4 min 17 s Smyth (Winchester, Horcoff) — 16 min 38 s Torres (Pronger, Horcoff) — 22 min 38 s (SN) Stoll (Samsonov, Horcoff) — 88 min 44 s | 1-0 1-1 2-1 3-1 3-2 3-3 4-3 | Zetterberg (Schneider, Kronwall) — 12 min 5 s (SN) Zetterberg (Williams, Lidström) — 51 min 52 s (SN) Schneider (Yzerman) — 52 min 10 s | Arbitrage : Kevin Pollock, Rob Shick Don Henderson, Brad Lazarowich |
| Roloson          | Gardiens | Legace                      | | Arbitrage : Kevin Pollock, Rob Shick Don Henderson, Brad Lazarowich |
| 22 min           | Pénalités | 22 min                      | | Arbitrage : Kevin Pollock, Rob Shick Don Henderson, Brad Lazarowich |
| 32               | Tirs | 47                          | | Arbitrage : Kevin Pollock, Rob Shick Don Henderson, Brad Lazarowich |

| 27 avril | Edmonton | 2-4 (1-2, 1-0, 0-2) | Détroit | Rexall Place 16 839 spectateurs |

| Feuille de match | Feuille de match                                                                       | Feuille de match        | Feuille de match | Feuille de match                                                       |
| ---------------- | -------------------------------------------------------------------------------------- | ----------------------- | --- | ---------------------------------------------------------------------- |
|                  | Pisani (Torres, Horcoff) — 7 min 22 s (SN) Špaček (Hemský, Samsonov) — 24 min 3 s (SN) | 1-0 1-1 1-2 2-2 2-3 2-4 | Holmström (Schneider, Lang) — 13 min 25 s (SN) Lang (Datsiouk, Kronwall) — 19 min 23 s Lidström (Schneider, Lang) — 46 min 44 s (SN) Zetterberg (Datsiouk, Schneider) — 55 min 53 s (SN) | Arbitrage : Marc Joannette, Dean Warren Don Henderson, Brad Lazarowich |
| Roloson          | Gardiens                                                                               | Legace                  | | Arbitrage : Marc Joannette, Dean Warren Don Henderson, Brad Lazarowich |
| 22 min           | Pénalités                                                                              | 18 min                  | | Arbitrage : Marc Joannette, Dean Warren Don Henderson, Brad Lazarowich |
| 26               | Tirs                                                                                   | 31                      | | Arbitrage : Marc Joannette, Dean Warren Don Henderson, Brad Lazarowich |

| 29 avril | Détroit | 2-3 (0-0, 1-3, 1-0) | Edmonton | Joe Louis Arena 20 066 spectateurs |

| Feuille de match | Feuille de match                                                      | Feuille de match    | Feuille de match | Feuille de match                                                    |
| ---------------- | --------------------------------------------------------------------- | ------------------- | --- | ------------------------------------------------------------------- |
|                  | Shanahan — 38 min 39 s Zetterberg (Datsiouk, Holmström) — 59 min 38 s | 0-1 0-2 0-3 1-3 2-3 | Pisani (Pronger, Torres) — 25 min 16 s Smyth (Stoll, Pronger) — 28 min 34 s (SN) Horcoff (Smith, Pronger) — 32 min 36 s | Arbitrage : Greg Kimmerly, Don Koharski Derek Amell, Lonnie Cameron |
| Legace           | Gardiens                                                              | Roloson             | | Arbitrage : Greg Kimmerly, Don Koharski Derek Amell, Lonnie Cameron |
| 8 min            | Pénalités                                                             | 12 min              | | Arbitrage : Greg Kimmerly, Don Koharski Derek Amell, Lonnie Cameron |
| 32               | Tirs                                                                  | 19                  | | Arbitrage : Greg Kimmerly, Don Koharski Derek Amell, Lonnie Cameron |

| 1er mai | Edmonton | 4-3 (0-1, 0-1, 4-1) | Détroit | Rexall Place 16 839 spectateurs |

| Feuille de match | Feuille de match | Feuille de match            | Feuille de match | Feuille de match                                                      |
| ---------------- | --- | --------------------------- | --- | --------------------------------------------------------------------- |
|                  | Pisani (Stoll, Smyth) — 42 min 56 s (SN) Pisani (Smith, Murray) — 46 min 40 s Hemský (Horcoff, Samsonov) — 56 min 7 s (SN) Hemský (Samsonov, Stoll) — 58 min 54 s | 0-1 0-2 1-2 2-2 2-3 3-3 4-3 | Zetterberg (Samuelsson, Lilja) — 14 min 36 s Lang (Yzerman, Schneider) — 34 min 2 s (SN) Franzén (Cleary, Maltby) — 50 min 7 s | Arbitrage : Mike Leggo, Michael McGeough Steve Miller, Pierre Racicot |
| Roloson          | Gardiens | Legace                      | | Arbitrage : Mike Leggo, Michael McGeough Steve Miller, Pierre Racicot |
| 8 min            | Pénalités | 12 min                      | | Arbitrage : Mike Leggo, Michael McGeough Steve Miller, Pierre Racicot |
| 30               | Tirs | 36                          | | Arbitrage : Mike Leggo, Michael McGeough Steve Miller, Pierre Racicot |

### Stars de Dallas contre Avalanche du Colorado
Lors du second match, Joe Sakic met fin à la rencontre en marquant le but vainqueur en prolongation. Il s'agit du septième but en prolongation de sa carrière ; il bat ainsi le record précédent détenu par Maurice Richard. L'Avalanche gagne finalement la série 4 matchs à 1.
| 22 avril | Dallas | 2-5 (2-1, 0-3, 0-1) | Colorado | American Airlines Center 18 532 spectateurs |

| Feuille de match | Feuille de match                                                        | Feuille de match            | Feuille de match | Feuille de match                                                  |
| ---------------- | ----------------------------------------------------------------------- | --------------------------- | --- | ----------------------------------------------------------------- |
|                  | Morrow (Barnes, Robidas) — 13 min 4 s Guerin (Arnott, Ott) — 15 min 2 s | 1-0 2-0 2-1 2-2 2-3 2-4 2-5 | Hejduk (Brunette, Sakic) — 16 min 42 s Wolski (Dowd) — 25 min 24 s Blake (Wolski, Turgeon) — 29 min 8 s (SN) Liles (Andrew Brunette, Sakic) — 31 min 12 s (SN) Clark (Dowd, Wolski) — 42 min 58 s | Arbitrage : Mike Leggo, Michael McGeough Brad Kovachik, Tim Nowak |
| Turco            | Gardiens                                                                | Théodore                    | | Arbitrage : Mike Leggo, Michael McGeough Brad Kovachik, Tim Nowak |
| 14 min           | Pénalités                                                               | 10 min                      | | Arbitrage : Mike Leggo, Michael McGeough Brad Kovachik, Tim Nowak |
| 18               | Tirs                                                                    | 31                          | | Arbitrage : Mike Leggo, Michael McGeough Brad Kovachik, Tim Nowak |

| 24 avril | Dallas | 4-5 (pr) (0-3, 4-0, 0-1, 0-1) | Colorado | American Airlines Center 18 532 spectateurs |

| Feuille de match | Feuille de match | Feuille de match                    | Feuille de match | Feuille de match                                                   |
| ---------------- | --- | ----------------------------------- | --- | ------------------------------------------------------------------ |
|                  | Jokinen (Hagman, Zoubov) — 22 min 41 s Lehtinen (Arnott, Modano) — 25 min 54 s (SN) Lehtinen (Kapanen, Morrow) — 26 min 58 s Modano (Niinimaa, Morrow) — 39 min 57 s (SN) | 0-1 0-2 0-3 1-3 2-3 3-3 4-3 4-4 4-5 | Blake (Turgeon) — 7 min 6 s (SN) Brunette (Hejduk, Blake) — 9 min 4 s Hejduk (Sakic, Brunette) — 12 min 23 s Clark (Hedjuk, Laaksonen) — 57 min 56 s (IN) Sakic (Liles, Hedjuk) — 64 min 36 s | Arbitrage : Marc Joannette, Dean Warren Vaughan Rody, Jay Sharrers |
| Turco            | Gardiens | Théodore                            | | Arbitrage : Marc Joannette, Dean Warren Vaughan Rody, Jay Sharrers |
| 10 min           | Pénalités | 20 min                              | | Arbitrage : Marc Joannette, Dean Warren Vaughan Rody, Jay Sharrers |
| 25               | Tirs | 23                                  | | Arbitrage : Marc Joannette, Dean Warren Vaughan Rody, Jay Sharrers |

| 26 avril | Colorado | 4-3 (pr) (2-1, 0-2, 1-0, 1-0) | Dallas | Pepsi Center 18 007 spectateurs |

| Feuille de match | Feuille de match | Feuille de match            | Feuille de match | Feuille de match                                                         |
| ---------------- | --- | --------------------------- | --- | ------------------------------------------------------------------------ |
|                  | Sakic (Clark, Brisebois) — 5 min 21 s (SN) Tanguay (Hejduk, Wolski) — 18 min 53 s Brunette (Tanguay, Liles) — 59 min 3 s (SN) Tanguay (McLean, Laperrière) — 61 min 9 s | 1-0 1-1 2-1 2-2 2-3 3-3 4-3 | Barnes (Morrow) — 10 min 49 s (IN) Klemm (Miettinen, Morrow) — 28 min 44 s Zoubov (Jokinen, Modano) — 39 min 45 s (SN) | Arbitrage : Mike Hasenfratz, Dan O'Halloran Steve Miller, Pierre Racicot |
| Théodore         | Gardiens | Turco                       | | Arbitrage : Mike Hasenfratz, Dan O'Halloran Steve Miller, Pierre Racicot |
| 10 min           | Pénalités | 16 min                      | | Arbitrage : Mike Hasenfratz, Dan O'Halloran Steve Miller, Pierre Racicot |
| 29               | Tirs | 22                          | | Arbitrage : Mike Hasenfratz, Dan O'Halloran Steve Miller, Pierre Racicot |

| 28 avril | Colorado | 1-4 (1-1, 0-2, 0-1) | Dallas | Pepsi Center 18 007 spectateurs |

| Feuille de match | Feuille de match                            | Feuille de match    | Feuille de match | Feuille de match                                                   |
| ---------------- | ------------------------------------------- | ------------------- | --- | ------------------------------------------------------------------ |
|                  | Richardson (Laaksonen, Hinote) — 4 min 46 s | 1-0 1-1 1-2 1-3 1-4 | Lehtinen (Modano, Zoubov) — 7 min 35 s Hagman (Zoubov) — 23 min 50 s Guerin (Boucher) — 38 min 41 s (SN) Hagman (Lehtinen, Zoubov) — 58 min 45 s (CV) | Arbitrage : Paul Devorski, Brad Meier Steve Miller, Pierre Racicot |
| Théodore         | Gardiens                                    | Turco               | | Arbitrage : Paul Devorski, Brad Meier Steve Miller, Pierre Racicot |
| 12 min           | Pénalités                                   | 12 min              | | Arbitrage : Paul Devorski, Brad Meier Steve Miller, Pierre Racicot |
| 23               | Tirs                                        | 39                  | | Arbitrage : Paul Devorski, Brad Meier Steve Miller, Pierre Racicot |

| 30 avril | Dallas | 2-3 (pr) (0-0, 1-2, 1-0, 0-1) | Colorado | American Airlines Center 18 532 spectateurs |

| Feuille de match | Feuille de match                                                                   | Feuille de match    | Feuille de match                                                                                             | Feuille de match                                                |
| ---------------- | ---------------------------------------------------------------------------------- | ------------------- | --- | --------------------------------------------------------------- |
|                  | Jokinen (Robidas, Guerin) — 24 min 25 s (SN) Guerin (Morrow, Zoubov) — 42 min 47 s | 1-0 1-1 1-2 2-2 2-3 | Dowd (Skrastiņš, Tanguay) — 33 min 3 s Sakic (Brunette, Hejduk) — 39 min 58 s Brunette (Sakic) — 73 min 55 s | Arbitrage : Dave Jackson, Brad Watson Dan Schachte, Mark Wheler |
| Turco            | Gardiens                                                                           | Théodore            | | Arbitrage : Dave Jackson, Brad Watson Dan Schachte, Mark Wheler |
| 12 min           | Pénalités                                                                          | 18 min              | | Arbitrage : Dave Jackson, Brad Watson Dan Schachte, Mark Wheler |
| 52               | Tirs                                                                               | 30                  | | Arbitrage : Dave Jackson, Brad Watson Dan Schachte, Mark Wheler |

### Flames de Calgary contre Mighty Ducks d'Anaheim
Les Mighty Ducks gagnent la série 4-3
| 21 avril | Calgary | 2-1 (pr) (0-0, 1-0, 0-1, 1-0) | Anaheim | Pengrowth Saddledome 19 289 spectateurs |

| Feuille de match | Feuille de match                                                                  | Feuille de match | Feuille de match                                 | Feuille de match                                                      |
| ---------------- | --------------------------------------------------------------------------------- | ---------------- | ------------------------------------------------ | --------------------------------------------------------------------- |
|                  | Amonte (Lombardi, Iginla) — 26 min 17 s McCarty (Huselius, Langkow) — 69 min 45 s | 1-0 1-1 2-1      | Friesen (R. Niedermayer, Marchant) — 45 min 17 s | Arbitrage : Mike Hasenfratz, Dan O'Halloran Dan Schachte, Mark Wheler |
| Kiprusoff        | Gardiens                                                                          | Bryzgalov        |                                                  | Arbitrage : Mike Hasenfratz, Dan O'Halloran Dan Schachte, Mark Wheler |
| 15 min           | Pénalités                                                                         | 15 min           |                                                  | Arbitrage : Mike Hasenfratz, Dan O'Halloran Dan Schachte, Mark Wheler |
| 30               | Tirs                                                                              | 34               |                                                  | Arbitrage : Mike Hasenfratz, Dan O'Halloran Dan Schachte, Mark Wheler |

| 23 avril | Calgary | 3-4 (0-2, 2-1, 1-1) | Anaheim | Pengrowth Saddledome 19 289 spectateurs |

| Feuille de match | Feuille de match | Feuille de match            | Feuille de match | Feuille de match                                                    |
| ---------------- | --- | --------------------------- | --- | ------------------------------------------------------------------- |
|                  | (Iginla, Langkow) — 29 min 9 s (IN) Huselius (Iginla, Regehr) — 31 min 53 s (SN) Phaneuf (Hamrlík) — 55 min 31 s (SN) | 0-1 0-2 0-3 1-3 2-3 2-4 3-4 | Kunitz (Beauchemin) — 9 min 37 s S. Niedermayer — 13 min 20 s (IN) Lupul (Selänne, Saleï) — 25 min 10 s Påhlsson (Marchant, Hedström) — 47 min 55 s | Arbitrage : Kevin Pollock, Rob Shick Don Henderson, Brad Lazarowich |
| Kiprusoff        | Gardiens | Giguère                     | | Arbitrage : Kevin Pollock, Rob Shick Don Henderson, Brad Lazarowich |
| 14 min           | Pénalités | 24 min                      | | Arbitrage : Kevin Pollock, Rob Shick Don Henderson, Brad Lazarowich |
| 25               | Tirs | 20                          | | Arbitrage : Kevin Pollock, Rob Shick Don Henderson, Brad Lazarowich |

| 25 avril | Anaheim | 2-5 (1-1, 1-2, 0-2) | Calgary | Arrowhead Pond of Anaheim 17 174 spectateurs |

| Feuille de match | Feuille de match                                                                                              | Feuille de match            | Feuille de match | Feuille de match                                                     |
| ---------------- | --- | --------------------------- | --- | -------------------------------------------------------------------- |
|                  | Beauchemin (S. Niedermayer, Perry) — 17 min 26 s (SN) Beauchemin (Selänne, S. Niedermayer) — 28 min 16 s (SN) | 0-1 1-1 1-2 2-2 2-3 2-4 2-5 | Langkow (Ference, Huselius) — 14 min 1 s (SN) Huselius (Iginla, Regehr) — 21 min 25 s (SN) Chuck Kobasew (Simon) — 35 min 34 s McCarty (Huselius, Leopold) — 44 min 59 s Regehr (Lundmark) — 45 min 33 s (SN) | Arbitrage : Mike Leggo, Michael McGeough Derek Amell, Lonnie Cameron |
| Giguère          | Gardiens | Kiprusoff                   | | Arbitrage : Mike Leggo, Michael McGeough Derek Amell, Lonnie Cameron |
| 23 min           | Pénalités | 27 min                      | | Arbitrage : Mike Leggo, Michael McGeough Derek Amell, Lonnie Cameron |
| 29               | Tirs | 24                          | | Arbitrage : Mike Leggo, Michael McGeough Derek Amell, Lonnie Cameron |

| 27 avril | Anaheim | 3-2 (pr) (0-0, 1-1, 1-1, 1-0) | Calgary | Arrowhead Pond of Anaheim 17 174 spectateurs |

| Feuille de match | Feuille de match | Feuille de match    | Feuille de match                                                               | Feuille de match                                                  |
| ---------------- | --- | ------------------- | ------------------------------------------------------------------------------ | ----------------------------------------------------------------- |
|                  | Getzlaf (Perry, Vichnevski) — 23 min 47 s Selänne (McDonald, S. Niedermayer) — 27 min 13 s (SN) O'Donnell (Kunitz, McDonald) — 61 min 36 s | 1-0 2-0 2-1 2-2 3-2 | Iginla (Langkow, Ference) — 40 min 11 s Iginla (Ference, Amonte) — 43 min 27 s | Arbitrage : Dave Jackson, Brad Watson Derek Amell, Lonnie Cameron |
| Giguère          | Gardiens | Kiprusoff           |                                                                                | Arbitrage : Dave Jackson, Brad Watson Derek Amell, Lonnie Cameron |
| 12 min           | Pénalités | 14 min              |                                                                                | Arbitrage : Dave Jackson, Brad Watson Derek Amell, Lonnie Cameron |
| 30               | Tirs | 27                  |                                                                                | Arbitrage : Dave Jackson, Brad Watson Derek Amell, Lonnie Cameron |

| 29 avril | Calgary | 3-2 (2-0, 1-0, 0-2) | Anaheim | Pengrowth Saddledome 19 289 spectateurs |

| Feuille de match | Feuille de match | Feuille de match    | Feuille de match                                                                                           | Feuille de match                                                       |
| ---------------- | --- | ------------------- | --- | ---------------------------------------------------------------------- |
|                  | Amonte (Lombardi, Hamrlík) — 5 min 49 s (IN) Iginla (Ference, Langkow) — 16 min 18 s (SN) Iginla (Langkow, Huselius) — 21 min 3 s | 1-0 2-0 3-0 3-1 3-2 | McDonald (Selänne, Beauchemin) — 48 min 19 s (SN) R. Niedermayer (Påhlsson, Beauchemin) — 59 min 27 s (SN) | Arbitrage : Marc Joannette, Dean Warren Don Henderson, Brad Lazarowich |
| Kiprusoff        | Gardiens | Giguère Bryzgalov   | | Arbitrage : Marc Joannette, Dean Warren Don Henderson, Brad Lazarowich |
| 26 min           | Pénalités | 22 min              | | Arbitrage : Marc Joannette, Dean Warren Don Henderson, Brad Lazarowich |
| 27               | Tirs | 28                  | | Arbitrage : Marc Joannette, Dean Warren Don Henderson, Brad Lazarowich |

| 1er mai | Anaheim | 2-1 (0-1, 1-0, 1-0) | Calgary | Arrowhead Pond of Anaheim 16 594 spectateurs |

| Feuille de match | Feuille de match                                                                            | Feuille de match | Feuille de match             | Feuille de match                                              |
| ---------------- | ------------------------------------------------------------------------------------------- | ---------------- | ---------------------------- | ------------------------------------------------------------- |
|                  | Selänne (McDonald, Kunitz) — 27 min 49 s S. Niedermayer (Perry, Getzlaf) — 54 min 23 s (SN) | 0-1 1-1 2-1      | Yelle (Regehr) — 10 min 18 s | Arbitrage : Don Koharski, Rob Shick Dan Schachte, Mark Wheler |
| Bryzgalov        | Gardiens                                                                                    | Kiprusoff        |                              | Arbitrage : Don Koharski, Rob Shick Dan Schachte, Mark Wheler |
| 19 min           | Pénalités                                                                                   | 27 min           |                              | Arbitrage : Don Koharski, Rob Shick Dan Schachte, Mark Wheler |
| 30               | Tirs                                                                                        | 22               |                              | Arbitrage : Don Koharski, Rob Shick Dan Schachte, Mark Wheler |

| 3 mai | Calgary | 0-3 (0-0, 0-2, 0-1) | Anaheim | Pengrowth Saddledome 19 289 spectateurs |

| Feuille de match | Feuille de match | Feuille de match | Feuille de match                                                                                   | Feuille de match                                                        |
| ---------------- | ---------------- | ---------------- | -------------------------------------------------------------------------------------------------- | ----------------------------------------------------------------------- |
|                  |                  | 1-0 2-0 3-0      | Selänne (McDonald, Salei) — 25 min 12 s Salei (Vichnevski) — 39 min 1 s Friesen — 59 min 40 s (CV) | Arbitrage : Don VanMassenhoven, Brad Watson Greg Devorski, Jay Sharrers |
| Kiprusoff        | Gardiens         | Bryzgalov        | | Arbitrage : Don VanMassenhoven, Brad Watson Greg Devorski, Jay Sharrers |
| 6 min            | Pénalités        | 10 min           | | Arbitrage : Don VanMassenhoven, Brad Watson Greg Devorski, Jay Sharrers |
| 22               | Tirs             | 32               | | Arbitrage : Don VanMassenhoven, Brad Watson Greg Devorski, Jay Sharrers |

### Predators de Nashville contre Sharks de San José
Les Sharks gagnent la série 4-1
| 21 avril | Nashville | 4-3 (3-1, 0-1, 1-1) | San José | Gaylord Entertainment Center 17 113 spectateurs |

| Feuille de match | Feuille de match | Feuille de match            | Feuille de match | Feuille de match                                                   |
| ---------------- | --- | --------------------------- | --- | ------------------------------------------------------------------ |
|                  | Sillinger (Timonen, Kariya) — 8 min 57 s (SN) Erat (Kariya, Hamhuis) — 10 min 56 s (SN) Weber (Kariya, Sillinger) — 19 min 56 s (SN) Hall (Kariya, Timonen) — 52 min 6 s (SN) | 0-1 1-1 2-1 3-1 3-2 3-3 4-3 | Smith (Goc, Carle) — 4 min 12 s Ekman (J. Thornton, Preissing) — 28 min 50 s (SN) S. Thornton (Nieminen, McCauley) — 50 min 31 s | Arbitrage : Marc Joannette, Dean Warren Vaughan Rody, Jay Sharrers |
| Mason            | Gardiens | Toskala                     | | Arbitrage : Marc Joannette, Dean Warren Vaughan Rody, Jay Sharrers |
| 14 min           | Pénalités | 16 min                      | | Arbitrage : Marc Joannette, Dean Warren Vaughan Rody, Jay Sharrers |
| 30               | Tirs | 34                          | | Arbitrage : Marc Joannette, Dean Warren Vaughan Rody, Jay Sharrers |

| 23 avril | Nashville | 0-3 (0-3, 0-0, 0-0) | San José | Gaylord Entertainment Center 16 707 spectateurs |

| Feuille de match | Feuille de match | Feuille de match | Feuille de match | Feuille de match                                                       |
| ---------------- | ---------------- | ---------------- | --- | ---------------------------------------------------------------------- |
|                  |                  | 0-1 0-2 0-3      | Cheechoo (Marleau, Preissing) — 5 min 37 s (SN) Marleau (Ekman, Cheechoo) — 16 min 31 s (SN) Smith (Cheechoo, Ehrhoff) — 17 min 31 s (SN) | Arbitrage : Bill McCreary, Kelly Sutherland Vaughan Rody, Jay Sharrers |
| Mason            | Gardiens         | Toskala          | | Arbitrage : Bill McCreary, Kelly Sutherland Vaughan Rody, Jay Sharrers |
| 20 min           | Pénalités        | 28 min           | | Arbitrage : Bill McCreary, Kelly Sutherland Vaughan Rody, Jay Sharrers |
| 25               | Tirs             | 37               | | Arbitrage : Bill McCreary, Kelly Sutherland Vaughan Rody, Jay Sharrers |

| 25 avril | San José | 4-1 (0-1, 2-0, 2-0) | Nashville | HP Pavilion at San Jose 17 496 spectateurs |

| Feuille de match | Feuille de match | Feuille de match    | Feuille de match                    | Feuille de match                                                  |
| ---------------- | --- | ------------------- | ----------------------------------- | ----------------------------------------------------------------- |
|                  | Marleau (Ehrhoff) — 32 min 10 s Bernier (Ehrhoff, Preissing) — 38 min 48 s (SN) Cheechoo (Ehrhoff, Preissing) — 55 min 38 s Marleau (Michálek, McLaren) — 56 min 45 s | 0-1 1-1 2-1 3-1 4-1 | Timonen (Johnson) — 6 min 33 s (IN) | Arbitrage : Greg Kimmerly, Don Koharski Dan Schachte, Mark Wheler |
| Toskala          | Gardiens | Mason               |                                     | Arbitrage : Greg Kimmerly, Don Koharski Dan Schachte, Mark Wheler |
| 10 min           | Pénalités | 20 min              |                                     | Arbitrage : Greg Kimmerly, Don Koharski Dan Schachte, Mark Wheler |
| 40               | Tirs | 17                  |                                     | Arbitrage : Greg Kimmerly, Don Koharski Dan Schachte, Mark Wheler |

| 27 avril | San José | 5-4 (1-1, 3-1, 1-2) | Nashville | HP Pavilion at San Jose 17 496 spectateurs |

| Feuille de match | Feuille de match | Feuille de match                    | Feuille de match | Feuille de match                                               |
| ---------------- | --- | ----------------------------------- | --- | -------------------------------------------------------------- |
|                  | Rissmiller (Carle, Goc) — 7 min 3 s Marleau (Ehrhoff, Thornton) — 27 min 1 s (SN) Marleau (Thornton, Preissing) — 31 min 30 s (SN) Smith (Bernier, Carle) — 32 min 56 s Marleau (Bernier, McLaren) — 44 min 13 s | 1-0 1-1 1-2 2-2 3-2 4-2 5-2 5-3 5-4 | Kariya (Erat, Timonen) — 8 min 55 s (SN) Weber (Sullivan, Legwand) — 25 min 45 s Sillinger (Kariya) — 50 min 47 s Hartnell (Hamhuis, Fiddler) — 55 min 38 s | Arbitrage : Kevin Pollock, Rob Shick Dan Schachte, Mark Wheler |
| Toskala          | Gardiens | Mason                               | | Arbitrage : Kevin Pollock, Rob Shick Dan Schachte, Mark Wheler |
| 14 min           | Pénalités | 24 min                              | | Arbitrage : Kevin Pollock, Rob Shick Dan Schachte, Mark Wheler |
| 24               | Tirs | 30                                  | | Arbitrage : Kevin Pollock, Rob Shick Dan Schachte, Mark Wheler |

| 30 avril | Nashville | 1-2 (0-1, 0-1, 1-0) | San José | Gaylord Entertainment Center 16 061 spectateurs |

| Feuille de match | Feuille de match                              | Feuille de match | Feuille de match                                                                      | Feuille de match                                                     |
| ---------------- | --------------------------------------------- | ---------------- | ------------------------------------------------------------------------------------- | -------------------------------------------------------------------- |
|                  | Kariya (Sullivan, Židlický) — 51 min 6 s (SN) | 0-1 0-2 1-2      | Michálek (Hannan) — 19 min 59 s (SN) Marleau (Thornton, Preissing) — 33 min 24 s (SN) | Arbitrage : Mike Hasenfratz, Dan O'Halloran Mike Cvik, Greg Devorski |
| Mason            | Gardiens                                      | Toskala          |                                                                                       | Arbitrage : Mike Hasenfratz, Dan O'Halloran Mike Cvik, Greg Devorski |
| 10 min           | Pénalités                                     | 10 min           |                                                                                       | Arbitrage : Mike Hasenfratz, Dan O'Halloran Mike Cvik, Greg Devorski |
| 35               | Tirs                                          | 36               |                                                                                       | Arbitrage : Mike Hasenfratz, Dan O'Halloran Mike Cvik, Greg Devorski |

## Demi-finales d'associations

### Ottawa contre Buffalo
Buffalo se qualifie pour la finale de l'Association de l'Est en battant Ottawa en cinq matchs. 
| 5 mai | Ottawa | 6-7 (pr) (2-2, 2-2, 2-2, 0-1) | Buffalo | Scotiabank Place 19 544 spectateurs |

| Feuille de match | Feuille de match | Feuille de match                                    | Feuille de match | Feuille de match                                                         |
| ---------------- | --- | --------------------------------------------------- | --- | ------------------------------------------------------------------------ |
|                  | Spezza (Heatley, Redden) — 3 min 5 s Smolinski (Voltchenkov, Alfredsson) — 3 min 20 s Havlát (Schubert) — 21 min 47 s Heatley (Chara, Redden) — 24 min 15 s (SN) Fisher (Havlát, Redden) — 40 min 16 s Smolinski (Alfredsson, Schaefer) — 58 min 47 s (SN) | 0-1 1-1 2-1 2-2 3-2 3-3 4-3 4-4 5-4 5-5 6-5 6-6 6-7 | Grier (Roy, Tallinder) — 35 s Numminen (Roy, Afinoguenov) — 6 min 56 s (SN) Connolly (Gaustad, Lydman) — 23 min 29 s (IN) Roy (Tallinder, Grier) — 39 min 30 s Roy (Connolly) — 58 min 23 s (IN) Connolly (Brière, Roy) — 59 min 49 s Drury (Grier) — 60 min 18 s | Arbitrage : Paul Devorski, Don VanMassenhoven Scott Driscoll, Jean Morin |
| Emery            | Gardiens | Miller                                              | | Arbitrage : Paul Devorski, Don VanMassenhoven Scott Driscoll, Jean Morin |
| 14 min           | Pénalités | 16 min                                              | | Arbitrage : Paul Devorski, Don VanMassenhoven Scott Driscoll, Jean Morin |
| 33               | Tirs | 23                                                  | | Arbitrage : Paul Devorski, Don VanMassenhoven Scott Driscoll, Jean Morin |

| 8 mai | Ottawa | 1-2 (0-0, 1-2, 0-0) | Buffalo | Scotiabank Place 19 816 spectateurs |

| Feuille de match | Feuille de match                   | Feuille de match | Feuille de match                            | Feuille de match                                                     |
| ---------------- | ---------------------------------- | ---------------- | ------------------------------------------- | -------------------------------------------------------------------- |
|                  | Phillips (Smolinski) — 27 min 40 s | 0-1 0-2 1-2      | Dumont (Pyatt) — 23 min 33 s Hecht — 26 min | Arbitrage : Marc Joannette, Bill McCreary Scott Driscoll, Jean Morin |
| Emery            | Gardiens                           | Miller           |                                             | Arbitrage : Marc Joannette, Bill McCreary Scott Driscoll, Jean Morin |
| 6 min            | Pénalités                          | 14 min           |                                             | Arbitrage : Marc Joannette, Bill McCreary Scott Driscoll, Jean Morin |
| 44               | Tirs                               | 17               |                                             | Arbitrage : Marc Joannette, Bill McCreary Scott Driscoll, Jean Morin |

| 10 mai | Buffalo | 3-2 (pr) (1-0, 0-0, 1-2, 1-0) | Ottawa | HSBC Arena 18 690 spectateurs |

| Feuille de match | Feuille de match | Feuille de match    | Feuille de match                                                                               | Feuille de match                                               |
| ---------------- | --- | ------------------- | ---------------------------------------------------------------------------------------------- | -------------------------------------------------------------- |
|                  | Drury (Pominville, Brière) — 9 min 24 s (SN) Afinoguenov (Roy, Hecht) — 50 min 15 s Dumont (Pyatt, Tallinder) — 65 min 5 s | 1-0 1-1 2-1 2-2 3-2 | Spezza (Redden, Alfredsson) — 45 min 47 s (SN) Spezza (Pothier, Alfredsson) — 58 min 30 s (SN) | Arbitrage : Kevin Pollock, Rob Shick Derek Amell, Dan Schachte |
| Miller           | Gardiens | Emery               |                                                                                                | Arbitrage : Kevin Pollock, Rob Shick Derek Amell, Dan Schachte |
| 20 min           | Pénalités | 14 min              |                                                                                                | Arbitrage : Kevin Pollock, Rob Shick Derek Amell, Dan Schachte |
| 24               | Tirs | 28                  |                                                                                                | Arbitrage : Kevin Pollock, Rob Shick Derek Amell, Dan Schachte |

| 11 mai | Buffalo | 1-2 (0-1, 1-0, 0-1) | Ottawa | HSBC Arena 18 690 spectateurs |

| Feuille de match | Feuille de match                        | Feuille de match | Feuille de match                                     | Feuille de match                                               |
| ---------------- | --------------------------------------- | ---------------- | ---------------------------------------------------- | -------------------------------------------------------------- |
|                  | Brière (Dumont, Campbell) — 36 min 18 s | 0-1 1-1 1-2      | Pothier — 4 min 56 s (Alfredsson) — 42 min 52 s (SN) | Arbitrage : Kerry Fraser, Eric Furlatt Brian Murphy, Tim Nowak |
| Miller           | Gardiens                                | Emery            |                                                      | Arbitrage : Kerry Fraser, Eric Furlatt Brian Murphy, Tim Nowak |
| 12 min           | Pénalités                               | 14 min           |                                                      | Arbitrage : Kerry Fraser, Eric Furlatt Brian Murphy, Tim Nowak |
| 30               | Tirs                                    | 28               |                                                      | Arbitrage : Kerry Fraser, Eric Furlatt Brian Murphy, Tim Nowak |

| 13 mai | Ottawa | 2-3 (pr) (1-1, 1-1, 0-0, 0-1) | Buffalo | Scotiabank Place 20 024 spectateurs |

| Feuille de match | Feuille de match                                                                        | Feuille de match    | Feuille de match | Feuille de match                                                 |
| ---------------- | --------------------------------------------------------------------------------------- | ------------------- | --- | ---------------------------------------------------------------- |
|                  | Alfredsson (Chára, Spezza) — 10 min 26 s (SN) Pothier (Havlát, Smolinski) — 33 min 59 s | 0-1 1-1 1-2 2-2 2-3 | Tallinder (Kotalík, Drury) — 33 s Drury (Pyatt, Kotalik) — 27 min 56 s (SN) Pominville (Tallinder, Roy) — 62 min 26 s (IN) | Arbitrage : Don Koharski, Dan O'Halloran Brian Murphy, Tim Nowak |
| Emery            | Gardiens                                                                                | Miller              | | Arbitrage : Don Koharski, Dan O'Halloran Brian Murphy, Tim Nowak |
| 12 min           | Pénalités                                                                               | 14 min              | | Arbitrage : Don Koharski, Dan O'Halloran Brian Murphy, Tim Nowak |
| 36               | Tirs                                                                                    | 24                  | | Arbitrage : Don Koharski, Dan O'Halloran Brian Murphy, Tim Nowak |

### Caroline contre New Jersey
| 6 mai | Caroline | 6-0 (1-0, 3-0, 2-0) | New Jersey | RBC Center 18 730 spectateurs |

| Feuille de match | Feuille de match | Feuille de match        | Feuille de match | Feuille de match                                                       |
| ---------------- | --- | ----------------------- | ---------------- | ---------------------------------------------------------------------- |
|                  | Whitney (Cullen, Weight) — 11 min 37 s (SN) Whitney (Staal) — 22 min 58 s Eric Staal (Brind'Amour) — 37 min 32 s (SN) Stillman (Williams, Staal) — 38 min 6 s (SN) Weight (Kaberle, Ward) — 52 min 7 s (SN) Brind'Amour (Hedican, Stillman) — 53 min 7 s (SN) | 1-0 2-0 3-0 4-0 5-0 6-0 |                  | Arbitrage : Don Koharski, Dan O'Halloran Greg Devorski, Pierre Racicot |
| Ward             | Gardiens | Brodeur, Clemmensen     |                  | Arbitrage : Don Koharski, Dan O'Halloran Greg Devorski, Pierre Racicot |
| 19 min           | Pénalités | 35 min                  |                  | Arbitrage : Don Koharski, Dan O'Halloran Greg Devorski, Pierre Racicot |
| 38               | Tirs | 21                      |                  | Arbitrage : Don Koharski, Dan O'Halloran Greg Devorski, Pierre Racicot |

| 8 mai | Caroline | 3-2 (pr) (0-1, 1-0, 1-1, 1-0) | New Jersey | RBC Center 18 730 spectateurs |

| Feuille de match | Feuille de match | Feuille de match    | Feuille de match                                                                         | Feuille de match                                             |
| ---------------- | --- | ------------------- | ---------------------------------------------------------------------------------------- | ------------------------------------------------------------ |
|                  | Recchi (Whitney, Weight) — 38 min 18 s (SN) Staal (Williams, Stillman) — 59 min 57 s Wallin (Brind'Amour) — 63 min 9 s | 0-1 1-1 1-2 2-2 3-2 | Langenbrunner (Eliáš, Rafalski) — 6 min 20 s Gomez (Parisé, Langenbrunner) — 59 min 39 s | Arbitrage : Kevin Pollock, Rob Shick Brian Murphy, Tim Nowak |
| Ward             | Gardiens | Brodeur             |                                                                                          | Arbitrage : Kevin Pollock, Rob Shick Brian Murphy, Tim Nowak |
| 14 min           | Pénalités | 16 min              |                                                                                          | Arbitrage : Kevin Pollock, Rob Shick Brian Murphy, Tim Nowak |
| 38               | Tirs | 23                  |                                                                                          | Arbitrage : Kevin Pollock, Rob Shick Brian Murphy, Tim Nowak |

| 10 mai | New Jersey | 2-3 (1-2, 1-1, 0-0) | Caroline | Continental Airlines Arena 16 862 spectateurs |

| Feuille de match | Feuille de match                                                                               | Feuille de match    | Feuille de match                                                                                                 | Feuille de match                                                      |
| ---------------- | ---------------------------------------------------------------------------------------------- | ------------------- | --- | --------------------------------------------------------------------- |
|                  | Bryline (Langenbrunner, Eliáš) — 2 min 57 s Eliáš (Rafalski, Langenbrunner) — 28 min 45 s (SN) | 1-0 1-1 1-2 2-2 2-3 | Cullen (Kaberle, Recchi) — 8 min 16 s (SN) Williams — 10 min 7 s Brind'Amour (Staal, Hedican) — 38 min 59 s (SN) | Arbitrage : Paul Devorski, Don VanMassenhoven Brian Murphy, Tim Nowak |
| Brodeur          | Gardiens                                                                                       | Ward                | | Arbitrage : Paul Devorski, Don VanMassenhoven Brian Murphy, Tim Nowak |
| 12 min           | Pénalités                                                                                      | 14 min              | | Arbitrage : Paul Devorski, Don VanMassenhoven Brian Murphy, Tim Nowak |
| 30               | Tirs                                                                                           | 24                  | | Arbitrage : Paul Devorski, Don VanMassenhoven Brian Murphy, Tim Nowak |

| 13 mai | New Jersey | 5-1 (3-0, 2-1, 0-0) | Caroline | Continental Airlines Arena 17 585 spectateurs |

| Feuille de match | Feuille de match | Feuille de match        | Feuille de match                       | Feuille de match                                                 |
| ---------------- | --- | ----------------------- | -------------------------------------- | ---------------------------------------------------------------- |
|                  | Gomez (Rafalski, Eliáš) — 1 min 58 s (SN) Pandolfo (Madden) — 11 min 2 s (IN) Gomez (Langenbrunner, Rafalski) — 19 min (SN) Bryline (Eliáš) — 20 min 44 s Madden (Hale, Pandolfo) — 24 min 23 s | 1-0 2-0 3-0 4-0 5-0 5-1 | Recchi (Staal, Commodore) — 31 min 4 s | Arbitrage : Dave Jackson, Brad Watson Scott Driscoll, Jean Morin |
| Brodeur          | Gardiens | Ward, Gerber            |                                        | Arbitrage : Dave Jackson, Brad Watson Scott Driscoll, Jean Morin |
| 22 min           | Pénalités | 26 min                  |                                        | Arbitrage : Dave Jackson, Brad Watson Scott Driscoll, Jean Morin |
| 33               | Tirs | 20                      |                                        | Arbitrage : Dave Jackson, Brad Watson Scott Driscoll, Jean Morin |

| 14 mai | Caroline | 4-1 (1-1, 1-0, 2-0) | New Jersey | RBC Center 18 730 spectateurs |

| Feuille de match | Feuille de match | Feuille de match    | Feuille de match                 | Feuille de match                                                    |
| ---------------- | --- | ------------------- | -------------------------------- | ------------------------------------------------------------------- |
|                  | Kaberle (Recchi, Cullen) — 8 min 39 s Stillman (Williams, Brind'Amour) — 34 min 20 s (SN) Whitney (Weight, Ladd) — 47 min 22 s Staal (Cullen, Recchi) — 58 min 32 s (CV) | 0-1 1-1 2-1 3-1 4-1 | Gionta (Parise, Rafalski) — 57 s | Arbitrage : Mike Leggo, Michael McGeough Scott Driscoll, Jean Morin |
| Ward             | Gardiens | Brodeur             |                                  | Arbitrage : Mike Leggo, Michael McGeough Scott Driscoll, Jean Morin |
| 10 min           | Pénalités | 4 min               |                                  | Arbitrage : Mike Leggo, Michael McGeough Scott Driscoll, Jean Morin |
| 31               | Tirs | 18                  |                                  | Arbitrage : Mike Leggo, Michael McGeough Scott Driscoll, Jean Morin |

### San José contre Edmonton
| 7 mai | San José | 2-1 (1-1, 1-0, 0-0) | Edmonton | HP Pavilion at San Jose 17 496 spectateurs |

| Feuille de match | Feuille de match                                                                   | Feuille de match | Feuille de match                            | Feuille de match                                                |
| ---------------- | ---------------------------------------------------------------------------------- | ---------------- | ------------------------------------------- | --------------------------------------------------------------- |
|                  | Marleau (Bernier, Michálek) — 7 min 42 s Ehrhoff (Marleau, Michálek) — 23 min 14 s | 0-1 1-1 2-1      | Špaček (Hemský, Samsonov) — 2 min 33 s (SN) | Arbitrage : Dave Jackson, Brad Watson Derek Amell, Dan Schachte |
| Toskala          | Gardiens                                                                           | Roloson          |                                             | Arbitrage : Dave Jackson, Brad Watson Derek Amell, Dan Schachte |
| 10 min           | Pénalités                                                                          | 10 min           |                                             | Arbitrage : Dave Jackson, Brad Watson Derek Amell, Dan Schachte |
| 30               | Tirs                                                                               | 16               |                                             | Arbitrage : Dave Jackson, Brad Watson Derek Amell, Dan Schachte |

| 8 mai | San José | 2-1 (1-0, 1-1, 0-0) | Edmonton | HP Pavilion at San Jose 17 496 spectateurs |

| Feuille de match | Feuille de match                                                                           | Feuille de match | Feuille de match                         | Feuille de match                                                   |
| ---------------- | ------------------------------------------------------------------------------------------ | ---------------- | ---------------------------------------- | ------------------------------------------------------------------ |
|                  | Preissing (Michálek, Bernier) — 4 min 26 s Thornton (Cheechoo, Marleau) — 37 min 29 s (SN) | 1-0 1-1 2-1      | Samsonov (Horcoff, Staios) — 35 min 23 s | Arbitrage : Mike Leggo, Michael McGeough Derek Amell, Dan Schachte |
| Toskala          | Gardiens                                                                                   | Roloson          |                                          | Arbitrage : Mike Leggo, Michael McGeough Derek Amell, Dan Schachte |
| 6 min            | Pénalités                                                                                  | 14 min           |                                          | Arbitrage : Mike Leggo, Michael McGeough Derek Amell, Dan Schachte |
| 38               | Tirs                                                                                       | 25               |                                          | Arbitrage : Mike Leggo, Michael McGeough Derek Amell, Dan Schachte |

| 10 mai | Edmonton | 3-2 (3 pr) (1-0, 0-2, 1-0, 0-0, 0-0, 1-0) | San José | Rexall Place 16 839 spectateurs |

| Feuille de match | Feuille de match                                                                                                 | Feuille de match    | Feuille de match                                                                      | Feuille de match                                                   |
| ---------------- | --- | ------------------- | ------------------------------------------------------------------------------------- | ------------------------------------------------------------------ |
|                  | Bergeron (Torres) — 10 min 4 s (SN) Torres (Stoll, Pronger) — 53 min 13 s Horcoff (Smyth, Hemský) — 102 min 24 s | 1-0 1-1 1-2 2-2 3-2 | Marleau (Gorges, Bernier) — 21 min 19 s Rissmiller (Thornton, Cheechoo) — 29 min 30 s | Arbitrage : Don Koharski, Dan O'Halloran Jay Sharrers, Mark Wheler |
| Roloson          | Gardiens | Toskala             |                                                                                       | Arbitrage : Don Koharski, Dan O'Halloran Jay Sharrers, Mark Wheler |
| 21 min           | Pénalités | 14 min              |                                                                                       | Arbitrage : Don Koharski, Dan O'Halloran Jay Sharrers, Mark Wheler |
| 58               | Tirs | 34                  |                                                                                       | Arbitrage : Don Koharski, Dan O'Halloran Jay Sharrers, Mark Wheler |

| 12 mai | Edmonton | 6-3 (1-2, 2-1, 3-0) | San José | Rexall Place 16 839 spectateurs |

| Feuille de match | Feuille de match | Feuille de match                    | Feuille de match | Feuille de match                                                        |
| ---------------- | --- | ----------------------------------- | --- | ----------------------------------------------------------------------- |
|                  | Horcoff (Smith, Pronger) — 12 min 55 s Peca (Moreau, Torres) — 32 min 28 s Samsonov — 35 min 35 s Smith (Samsonov, Laraque) — 42 min 57 s Hemský (Smyth, Smith) — 48 min 19 s Stoll (Špaček, Pronger) — 54 min (SN) | 0-1 0-2 1-2 1-3 2-3 3-3 4-3 5-3 6-3 | J. Thornton (Ekman, Cheechoo) — 3 min 47 s Ekman (Marleau) — 6 min 40 s Cheechoo (J. Thornton, Rissmiller) — 29 min 2 s | Arbitrage : Paul Devorski, Don VanMassenhoven Jay Sharrers, Mark Wheler |
| Roloson          | Gardiens | Toskala, Nabokov                    | | Arbitrage : Paul Devorski, Don VanMassenhoven Jay Sharrers, Mark Wheler |
| 8 min            | Pénalités | 10 min                              | | Arbitrage : Paul Devorski, Don VanMassenhoven Jay Sharrers, Mark Wheler |
| 35               | Tirs | 25                                  | | Arbitrage : Paul Devorski, Don VanMassenhoven Jay Sharrers, Mark Wheler |

| 14 mai | San José | 3-6 (0-1, 1-1, 2-4) | Edmonton | HP Pavilion at San Jose 17 496 spectateurs |

| Feuille de match | Feuille de match | Feuille de match                    | Feuille de match | Feuille de match                                                        |
| ---------------- | --- | ----------------------------------- | --- | ----------------------------------------------------------------------- |
|                  | S. Thornton (Ehrhoff, Goc) — 24 min 30 s Ehrhoff (Marleau, Nieminen) — 40 min 44 s (SN) Cheechoo (McLaren, J. Thornton) — 42 min 30 s | 0-1 1-1 1-2 1-3 2-3 3-3 3-4 3-5 3-6 | Pisani (Špaček, Peca) — 8 min 29 s Smyth (Pronger, Hemský) — 26 min 31 s (SN) Horcoff (Smyth) — 40 min 12 s (IN) Pisani (Horcoff, Smyth) — 44 min 3 s Stoll (Hemský, Špaček) — 53 min 40 s (SN) Smyth (Horcoff, Pronger) — 56 min 11 s (SN) | Arbitrage : Marc Joannette, Bill McCreary Greg Devorski, Pierre Racicot |
| Toskala          | Gardiens | Roloson                             | | Arbitrage : Marc Joannette, Bill McCreary Greg Devorski, Pierre Racicot |
| 14 min           | Pénalités | 14 min                              | | Arbitrage : Marc Joannette, Bill McCreary Greg Devorski, Pierre Racicot |
| 21               | Tirs | 18                                  | | Arbitrage : Marc Joannette, Bill McCreary Greg Devorski, Pierre Racicot |

| 17 mai | Edmonton | 2-0 (1-0, 0-0, 1-0) | San José | Rexall Place 16 839 spectateurs |

| Feuille de match | Feuille de match                                        | Feuille de match | Feuille de match | Feuille de match                                             |
| ---------------- | ------------------------------------------------------- | ---------------- | ---------------- | ------------------------------------------------------------ |
|                  | Peca — 8 min 21 s Horcoff (Harvey, Smyth) — 51 min 37 s | 1-0 2-0          |                  | Arbitrage : Rob Shick, Brad Watson Derek Amell, Jay Sharrers |
| Roloson          | Gardiens                                                | Toskala          |                  | Arbitrage : Rob Shick, Brad Watson Derek Amell, Jay Sharrers |
| 18 min           | Pénalités                                               | 12 min           |                  | Arbitrage : Rob Shick, Brad Watson Derek Amell, Jay Sharrers |
| 26               | Tirs                                                    | 24               |                  | Arbitrage : Rob Shick, Brad Watson Derek Amell, Jay Sharrers |

### Anaheim contre Colorado
Anaheim élimine Colorado en 4 match. Lors du troisième match de la série, Joffrey Lupul marque les quatre buts de son équipe ; il devient ainsi le premier joueur de l'histoire de la LNH à marquer 4 buts dont un en prolongation lors d'un même match de séries éliminatoires. Lors du même match, son coéquipier Ilia Bryzgalov encaisse un but après 3 blanchissages consécutifs ; avec 249 minutes 15 secondes d'invincibilité consécutives, il devient le deuxième gardien à rester invaincu si longtemps en séries éliminatoires derrière George Hainsworth qui a gardé son but inviolé pendant 270 minutes et 8 secondes.
| 5 mai | Anaheim | 5-0 (0-0, 4-0, 1-0) | Colorado | Arrowhead Pond of Anaheim 17 174 spectateurs |

| Feuille de match | Feuille de match | Feuille de match    | Feuille de match | Feuille de match                                                   |
| ---------------- | --- | ------------------- | ---------------- | ------------------------------------------------------------------ |
|                  | Påhlsson (Friesen, Niedermayer) — 22 min 38 s Kunitz (Beauchemin, Selänne) — 30 min 24 s Selänne (Kunitz) — 39 min 5 s Lupul (Selänne, Beauchemin) — 39 min 54 s (SN) Moen (Getzlaf) — 51 min 7 s | 1-0 2-0 3-0 4-0 5-0 |                  | Arbitrage : Mike Leggo, Michael McGeough Derek Amell, Dan Schachte |
| Bryzgalov        | Gardiens | Théodore            |                  | Arbitrage : Mike Leggo, Michael McGeough Derek Amell, Dan Schachte |
| 17 min           | Pénalités | 52 min              |                  | Arbitrage : Mike Leggo, Michael McGeough Derek Amell, Dan Schachte |
| 34               | Tirs | 29                  |                  | Arbitrage : Mike Leggo, Michael McGeough Derek Amell, Dan Schachte |

| 7 mai | Anaheim | 3-0 (1-0, 2-0, 0-0) | Colorado | Arrowhead Pond of Anaheim 17 294 spectateurs |

| Feuille de match | Feuille de match | Feuille de match | Feuille de match | Feuille de match                                                 |
| ---------------- | --- | ---------------- | ---------------- | ---------------------------------------------------------------- |
|                  | Getzlaf (Niedermayer) — 18 min 17 s (SN) Salei (Marchant, Kunitz) — 24 min 41 s Lupul (Penner, Marchant) — 32 min 24 s | 1-0 2-0 3-0      |                  | Arbitrage : Kerry Fraser, Eric Furlatt Jay Sharrers, Mark Wheler |
| Bryzgalov        | Gardiens | Théodore         |                  | Arbitrage : Kerry Fraser, Eric Furlatt Jay Sharrers, Mark Wheler |
| 16 min           | Pénalités | 16 min           |                  | Arbitrage : Kerry Fraser, Eric Furlatt Jay Sharrers, Mark Wheler |
| 35               | Tirs | 22               |                  | Arbitrage : Kerry Fraser, Eric Furlatt Jay Sharrers, Mark Wheler |

| 9 mai | Colorado | 3-4 (pr) (1-0, 0-1, 2-2, 0-1) | Anaheim | Pepsi Center 18 007 spectateurs |

| Feuille de match | Feuille de match                                                                                                   | Feuille de match            | Feuille de match | Feuille de match                                                    |
| ---------------- | --- | --------------------------- | --- | ------------------------------------------------------------------- |
|                  | Hinote (Brunette, Dowd) — 19 min 33 s Dowd (Hejduk, Clark) — 44 min 47 s (IN) Blake (Tanguay, Sakic) — 53 min 35 s | 1-0 1-1 2-1 2-2 2-3 3-3 3-4 | Lupul (Penner, Vichnevski) — 29 min 2 s Lupul (Marchant, O'Donnell) — 48 min 54 s Lupul (Penner) — 50 min 40 s Lupul (Penner) — 76 min 30 s | Arbitrage : Dave Jackson, Brad Watson Greg Devorski, Pierre Racicot |
| Théodore         | Gardiens | Bryzgalov                   | | Arbitrage : Dave Jackson, Brad Watson Greg Devorski, Pierre Racicot |
| 12 min           | Pénalités | 18 min                      | | Arbitrage : Dave Jackson, Brad Watson Greg Devorski, Pierre Racicot |
| 29               | Tirs | 39                          | | Arbitrage : Dave Jackson, Brad Watson Greg Devorski, Pierre Racicot |

| 11 mai | Colorado | 1-4 (1-1, 0-1, 0-2) | Anaheim | Pepsi Center 18 007 spectateurs |

| Feuille de match | Feuille de match                       | Feuille de match    | Feuille de match | Feuille de match                                                        |
| ---------------- | -------------------------------------- | ------------------- | --- | ----------------------------------------------------------------------- |
|                  | Sakic (Tanguay, Brunette) — 2 min 17 s | 1-0 1-1 1-2 1-3 1-4 | Marchant (Penner, Niedermayer) — 16 min 52 s Selänne (Kunitz, McDonald) — 46 min 7 s Penner (Marchant, Lupul) — 58 min 21 s (CV) Marchant (O'Donnell) — 22 min 22 s | Arbitrage : Marc Joannette, Bill McCreary Greg Devorski, Pierre Racicot |
| Théodore         | Gardiens                               | Bryzgalov           | | Arbitrage : Marc Joannette, Bill McCreary Greg Devorski, Pierre Racicot |
| 16 min           | Pénalités                              | 10 min              | | Arbitrage : Marc Joannette, Bill McCreary Greg Devorski, Pierre Racicot |
| 41               | Tirs                                   | 34                  | | Arbitrage : Marc Joannette, Bill McCreary Greg Devorski, Pierre Racicot |

## Finales d'associations

### Caroline contre Buffalo
| 20 mai | Caroline | 2-3 (1-1, 0-1, 1-1) | Buffalo | RBC Center 18 730 spectateurs |

| Feuille de match | Feuille de match                                                                  | Feuille de match    | Feuille de match | Feuille de match                                                   |
| ---------------- | --------------------------------------------------------------------------------- | ------------------- | --- | ------------------------------------------------------------------ |
|                  | Brind'Amour (Stillman) — 12 min 12 s Commodore (Hedican, Staal) — 57 min 7 s (IN) | 0-1 1-1 1-2 1-3 2-3 | Tallinder (Hecht, Pominville) — 2 min 56 s Brière (Pominville, Pyatt) — 29 min 41 s McKee (Hecht, Fitzpatrick) — 53 min 40 s | Arbitrage : Eric Furlatt, Michael McGeough Brian Murphy, Tim Nowak |
| C. Ward          | Gardiens                                                                          | Miller              | | Arbitrage : Eric Furlatt, Michael McGeough Brian Murphy, Tim Nowak |
| 8 min            | Pénalités                                                                         | 10 min              | | Arbitrage : Eric Furlatt, Michael McGeough Brian Murphy, Tim Nowak |
| 31               | Tirs                                                                              | 27                  | | Arbitrage : Eric Furlatt, Michael McGeough Brian Murphy, Tim Nowak |

| 22 mai | Caroline | 4-3 (1-1, 2-0, 1-2) | Buffalo | RBC Center 18 730 spectateurs |

| Feuille de match | Feuille de match | Feuille de match            | Feuille de match | Feuille de match                                                       |
| ---------------- | --- | --------------------------- | --- | ---------------------------------------------------------------------- |
|                  | Kaberle (Cullen, Stillman) — 10 min 5 s (SN) Whitney (Staal, Weight) — 26 min 3 s (SN) Whitney (Cullen, Wesley) — 32 min 58 s Williams — 46 min 58 s | 1-0 1-1 2-1 3-1 4-1 4-2 4-3 | Vanek (Kotalík, Fitzpatrick) — 19 min 12 s (SN) Drury (Brière, Dumont) — 51 min 39 s (SN) Roy (Drury, Afinoguenov) — 59 min 57 s (SN) | Arbitrage : Dan O'Halloran, Don VanMassenhoven Brian Murphy, Tim Nowak |
| C. Ward          | Gardiens | Miller                      | | Arbitrage : Dan O'Halloran, Don VanMassenhoven Brian Murphy, Tim Nowak |
| 16 min           | Pénalités | 12 min                      | | Arbitrage : Dan O'Halloran, Don VanMassenhoven Brian Murphy, Tim Nowak |
| 35               | Tirs | 19                          | | Arbitrage : Dan O'Halloran, Don VanMassenhoven Brian Murphy, Tim Nowak |

| 24 mai | Buffalo | 4-3 (1-1, 3-1, 0-1) | Caroline | HSBC Arena 18 690 spectateurs |

| Feuille de match | Feuille de match | Feuille de match            | Feuille de match                                                                                            | Feuille de match                                                 |
| ---------------- | --- | --------------------------- | --- | ---------------------------------------------------------------- |
|                  | Drury (Kotalík, Roy) — 19 min 30 s (SN) Brière (Hecht, Dumont) — 21 min 2 s (SN) Brière (Dumont, McKee) — 28 min 28 s Kotalík (Afinoguenov, Lydman) — 32 min 55 s | 0-1 1-1 2-1 3-1 4-1 4-2 4-3 | Stillman — 14 min 7 s Stillman (A. Ward, Williams) — 38 min 18 s Staal (Weight, Kaberle) — 55 min 52 s (SN) | Arbitrage : Marc Joannette, Rob Shick Derek Amell, Greg Devorski |
| Miller           | Gardiens | C. Ward Gerber              | | Arbitrage : Marc Joannette, Rob Shick Derek Amell, Greg Devorski |
| 12 min           | Pénalités | 16 min                      | | Arbitrage : Marc Joannette, Rob Shick Derek Amell, Greg Devorski |
| 33               | Tirs | 27                          | | Arbitrage : Marc Joannette, Rob Shick Derek Amell, Greg Devorski |

| 26 mai | Buffalo | 0-4 (0-2, 0-1, 0-1) | Caroline | HSBC Arena 18 690 spectateurs |

| Feuille de match | Feuille de match | Feuille de match | Feuille de match | Feuille de match                                                     |
| ---------------- | ---------------- | ---------------- | --- | -------------------------------------------------------------------- |
|                  |                  | 0-1 0-2 0-3 0-4  | Recchi (Kaberle, A. Ward) — 6 min 54 s Staal (Hedican, Whitney) — 9 min 53 s (SN) Ladd (Weight, Wesley) — 22 min 10 s Hedican (Williams, Stillman) — 56 min 3 s | Arbitrage : Michael McGeough, Brad Watson Derek Amell, Greg Devorski |
| Miller           | Gardiens         | Gerber           | | Arbitrage : Michael McGeough, Brad Watson Derek Amell, Greg Devorski |
| 4 min            | Pénalités        | 8 min            | | Arbitrage : Michael McGeough, Brad Watson Derek Amell, Greg Devorski |
| 22               | Tirs             | 21               | | Arbitrage : Michael McGeough, Brad Watson Derek Amell, Greg Devorski |

| 28 mai | Caroline | 4-3 (pr) (1-2, 2-1, 0-0, 1-0) | Buffalo | RBC Center 18 730 spectateurs |

| Feuille de match | Feuille de match | Feuille de match            | Feuille de match                                                              | Feuille de match           |
| ---------------- | --- | --------------------------- | ----------------------------------------------------------------------------- | -------------------------- |
|                  | Williams (Stillman, Wallin) — 7 min 25 s Recchi (Weight, Cullen) — 25 min 21 s Brind'Amour (Staal, Kaberle) — 30 min 4 s (SN) Stillman (Whitney, Cullen) — 68 min 46 s (SN) | 0-1 1-1 1-2 1-3 2-3 3-3 4-3 | Drury (Pyatt) — 7 min 8 s Roy — 17 min 32 s Lydman (McKee, Roy) — 21 min 55 s | Jean Morin, Pierre Racicot |
| Gerber C. Ward   | Gardiens | Miller                      |                                                                               | Jean Morin, Pierre Racicot |
| 10 min           | Pénalités | 16 min                      |                                                                               | Jean Morin, Pierre Racicot |
| 26               | Tirs | 26                          |                                                                               | Jean Morin, Pierre Racicot |

| 30 mai | Buffalo | 2-1 (pr) (1-0, 0-0, 0-1, 1-0) | Caroline | HSBC Arena 18 690 spectateurs |

| Feuille de match | Feuille de match                                                                    | Feuille de match | Feuille de match                        | Feuille de match                                                       |
| ---------------- | ----------------------------------------------------------------------------------- | ---------------- | --------------------------------------- | ---------------------------------------------------------------------- |
|                  | Dumont (Brière, Campbell) — 4 min 56 s Brière (Fitzpatrick, Roy) — 64 min 22 s (SN) | 1-0 1-1 2-1      | Hedican (Cullen, Stillman) — 56 min 7 s | Arbitrage : Bill McCreary, Dan O'Halloran Scott Driscoll, Jay Sharrers |
| Miller           | Gardiens                                                                            | C. Ward          |                                         | Arbitrage : Bill McCreary, Dan O'Halloran Scott Driscoll, Jay Sharrers |
| 6 min            | Pénalités                                                                           | 10 min           |                                         | Arbitrage : Bill McCreary, Dan O'Halloran Scott Driscoll, Jay Sharrers |
| 31               | Tirs                                                                                | 26               |                                         | Arbitrage : Bill McCreary, Dan O'Halloran Scott Driscoll, Jay Sharrers |

| 1er juin | Caroline | 4-2 (1-0, 0-2, 3-0) | Buffalo | RBC Center 18 730 spectateurs |

| Feuille de match | Feuille de match | Feuille de match        | Feuille de match                                                           | Feuille de match                                                   |
| ---------------- | --- | ----------------------- | -------------------------------------------------------------------------- | ------------------------------------------------------------------ |
|                  | Commodore (Weight, Williams) — 12 min 5 s Weight (Whitney, Wallin) — 41 min 34 s Brind'Amour (Williams, Stillman) — 51 min 22 s (SN) Williams (Brind'Amour, Stillman) — 59 min 8 s | 1-0 1-1 1-2 2-2 3-2 4-2 | Janik (Kotalík, Hecht) — 35 min 50 s Hecht (Campbell, Drury) — 39 min 55 s | Arbitrage : Paul Devorski, Brad Watson Greg Devorski, Jay Sharrers |
| C. Ward          | Gardiens | Miller                  |                                                                            | Arbitrage : Paul Devorski, Brad Watson Greg Devorski, Jay Sharrers |
| 8 min            | Pénalités | 10 min                  |                                                                            | Arbitrage : Paul Devorski, Brad Watson Greg Devorski, Jay Sharrers |
| 28               | Tirs | 24                      |                                                                            | Arbitrage : Paul Devorski, Brad Watson Greg Devorski, Jay Sharrers |

### Anaheim contre Edmonton
| 19 mai | Anaheim | 1-3 (1-1, 0-1, 0-1) | Edmonton | Arrowhead Pond of Anaheim 17 174 spectateurs |

| Feuille de match | Feuille de match                                     | Feuille de match | Feuille de match                                                                                                 | Feuille de match                                                         |
| ---------------- | ---------------------------------------------------- | ---------------- | --- | ------------------------------------------------------------------------ |
|                  | McDonald (Beauchemin, Niedermayer) — 19 min 3 s (SN) | 0-1 1-1 1-2 1-3  | Peca (Roloson) — 18 min 35 s (IN) Hemský (Smyth, Pronger) — 31 min 35 s (SN) Harvey (Horcoff) — 59 min 18 s (CV) | Arbitrage : Paul Devorski, Don VanMassenhoven Jean Morin, Pierre Racicot |
| Bryzgalov        | Gardiens                                             | Roloson          | | Arbitrage : Paul Devorski, Don VanMassenhoven Jean Morin, Pierre Racicot |
| 10 min           | Pénalités                                            | 16 min           | | Arbitrage : Paul Devorski, Don VanMassenhoven Jean Morin, Pierre Racicot |
| 32               | Tirs                                                 | 26               | | Arbitrage : Paul Devorski, Don VanMassenhoven Jean Morin, Pierre Racicot |

| 21 mai | Anaheim | 1-3 (0-1, 1-1, 0-1) | Edmonton | Arrowhead Pond of Anaheim 17 264 spectateurs |

| Feuille de match | Feuille de match                              | Feuille de match | Feuille de match | Feuille de match                                                     |
| ---------------- | --------------------------------------------- | ---------------- | --- | -------------------------------------------------------------------- |
|                  | Friesen (Påhlsson, Niedermayer) — 26 min 12 s | 0-1 1-1 1-2 1-3  | Pronger (Hemský, Smyth) — 13 min 8 s (SN) Pisani (Samsonov, Peca) — 37 min 9 s Peca (Pisani, Roloson) — 59 min 42 s (CV) | Arbitrage : Marc Joannette, Bill McCreary Jean Morin, Pierre Racicot |
| Bryzgalov        | Gardiens                                      | Roloson          | | Arbitrage : Marc Joannette, Bill McCreary Jean Morin, Pierre Racicot |
| 6 min            | Pénalités                                     | 10 min           | | Arbitrage : Marc Joannette, Bill McCreary Jean Morin, Pierre Racicot |
| 34               | Tirs                                          | 25               | | Arbitrage : Marc Joannette, Bill McCreary Jean Morin, Pierre Racicot |

| 23 mai | Edmonton | 5-4 (1-0, 0-0, 4-4) | Anaheim | Rexall Place 16 839 spectateurs |

| Feuille de match | Feuille de match | Feuille de match                    | Feuille de match | Feuille de match                                                   |
| ---------------- | --- | ----------------------------------- | --- | ------------------------------------------------------------------ |
|                  | Petersen (Murray) — 13 min 47 s Peca — 42 min 19 s Staios (Samsonov, Pisani) — 43 min 35 s (SN) Pronger (Špaček, Samsonov) — 44 min 40 s (SN) Pisani (Peca) — 54 min 14 s | 1-0 2-0 3-0 4-0 4-1 4-2 4-3 5-3 5-4 | O'Donnell (McDonald, Marchant) — 47 min 15 s Selänne (Penner, Vichnevski) — 49 min 13 s Kunitz (Getzlaf, Lupul) — 51 min 15 s Marchant (Selänne, Niedermayer) — 58 min 15 s | Arbitrage : Eric Furlatt, Brad Watson Scott Driscoll, Jay Sharrers |
| Roloson          | Gardiens | Bryzgalov                           | | Arbitrage : Eric Furlatt, Brad Watson Scott Driscoll, Jay Sharrers |
| 37 min           | Pénalités | 39 min                              | | Arbitrage : Eric Furlatt, Brad Watson Scott Driscoll, Jay Sharrers |
| 22               | Tirs | 38                                  | | Arbitrage : Eric Furlatt, Brad Watson Scott Driscoll, Jay Sharrers |

| 25 mai | Edmonton | 3-6 (0-3, 3-2, 0-1) | Anaheim | Rexall Place 16 839 spectateurs |

| Feuille de match | Feuille de match                                                                                             | Feuille de match                    | Feuille de match | Feuille de match                                                       |
| ---------------- | --- | ----------------------------------- | --- | ---------------------------------------------------------------------- |
|                  | Bergeron (Pronger, Samsonov) — 23 min 30 s (SN) Smyth (Horcoff) — 27 min 46 s Laraque (Pronger) — 30 min 1 s | 0-1 0-2 0-3 1-3 1-4 2-4 3-4 3-5 3-6 | Penner — 7 min 28 s Penner (Selänne, Marchant) — 15 min 11 s Getzlaf (McDonald, Niedermayer) — 19 min 18 s (SN) Saleï (O'Donnell, Påhlsson) — 25 min 42 s Lupul (Marchant) — 38 min 22 s Lupul (Marchant, Getzlaf) — 58 min 50 s (CV) | Arbitrage : Paul Devorski, Dan O'Halloran Scott Driscoll, Jay Sharrers |
| Roloson          | Gardiens | Giguère                             | | Arbitrage : Paul Devorski, Dan O'Halloran Scott Driscoll, Jay Sharrers |
| 18 min           | Pénalités | 14 min                              | | Arbitrage : Paul Devorski, Dan O'Halloran Scott Driscoll, Jay Sharrers |
| 23               | Tirs | 46                                  | | Arbitrage : Paul Devorski, Dan O'Halloran Scott Driscoll, Jay Sharrers |

| 27 mai | Anaheim | 1-2 (1-0, 0-2, 0-0) | Edmonton | Arrowhead Pond of Anaheim 17 174 spectateurs |

| Feuille de match | Feuille de match                                    | Feuille de match | Feuille de match                                                               | Feuille de match                                             |
| ---------------- | --------------------------------------------------- | ---------------- | ------------------------------------------------------------------------------ | ------------------------------------------------------------ |
|                  | Beauchemin (Niedermayer, Selänne) — 7 min 30 s (SN) | 1-0 1-1 1-2      | Moreau (Murray, Staios) — 23 min 42 s Torres (Bergeron, Horcoff) — 28 min 31 s | Arbitrage : Bill McCreary, Rob Shick Brian Murphy, Tim Nowak |
| Giguère          | Gardiens                                            | Roloson          |                                                                                | Arbitrage : Bill McCreary, Rob Shick Brian Murphy, Tim Nowak |
| 12 min           | Pénalités                                           | 22 min           |                                                                                | Arbitrage : Bill McCreary, Rob Shick Brian Murphy, Tim Nowak |
| 33               | Tirs                                                | 25               |                                                                                | Arbitrage : Bill McCreary, Rob Shick Brian Murphy, Tim Nowak |

## Finale de la Coupe Stanley
| 5 juin | Caroline | 5-4 (0-1, 1-2, 4-1) | Edmonton | RBC Center 18 797 spectateurs |

| Feuille de match | Feuille de match | Feuille de match                    | Feuille de match | Feuille de match                                                       |
| ---------------- | --- | ----------------------------------- | --- | ---------------------------------------------------------------------- |
|                  | Brind'Amour (Williams, Stillman) — 37 min 17 s Whitney (Weight, Ladd) — 41 min 40 s Whitney (Recchi, Staal) — 45 min 9 s (SN) Williams (LaRose, A. Ward) — 50 min 2 s (IN) Brind'Amour — 59 min 28 s | 0-1 0-2 0-3 1-3 2-3 3-3 4-3 4-4 5-4 | Pisani (Torres, Špaček) — 8 min 18 s Pronger — 30 min 36 s (TP) Moreau (Greene) — 36 min 23 s Hemský (Stoll, Pronger) — 53 min 31 s (SN) | Arbitrage : Paul Devorski, Michael McGeough Jean Morin, Pierre Racicot |
| C. Ward          | Gardiens | Conklin Roloson                     | | Arbitrage : Paul Devorski, Michael McGeough Jean Morin, Pierre Racicot |
| 14 min           | Pénalités | 10 min                              | | Arbitrage : Paul Devorski, Michael McGeough Jean Morin, Pierre Racicot |
| 26               | Tirs | 38                                  | | Arbitrage : Paul Devorski, Michael McGeough Jean Morin, Pierre Racicot |

| 7 juin | Caroline | 5-0 (1-0, 2-0, 2-0) | Edmonton | RBC Center 18 928 spectateurs |

| Feuille de match | Feuille de match | Feuille de match    | Feuille de match | Feuille de match                                                   |
| ---------------- | --- | ------------------- | ---------------- | ------------------------------------------------------------------ |
|                  | Ladd (Stall, Kaberle) — 6 min 21 s Kaberle (Whitney, Cullen) — 30 min 28 s (SN) Stillman (Wallin, Williams) — 39 min 57 s Weight (Recchi, Cullen) — 42 min 21 s (SN) Recchi (Kaberle, Cullen) — 44 min 12 s (SN) | 1-0 2-0 3-0 4-0 5-0 |                  | Arbitrage : Bill McCreary, Brad Watson Greg Devorski, Jay Sharrers |
| C. Ward          | Gardiens | Markkanen           |                  | Arbitrage : Bill McCreary, Brad Watson Greg Devorski, Jay Sharrers |
| 14 min           | Pénalités | 33 min              |                  | Arbitrage : Bill McCreary, Brad Watson Greg Devorski, Jay Sharrers |
| 26               | Tirs | 25                  |                  | Arbitrage : Bill McCreary, Brad Watson Greg Devorski, Jay Sharrers |

| 10 juin | Edmonton | 2-1 (1-0, 0-0, 1-1) | Caroline | Rexall Place 16 839 spectateurs |

| Feuille de match | Feuille de match                                                           | Feuille de match | Feuille de match                    | Feuille de match                                                       |
| ---------------- | -------------------------------------------------------------------------- | ---------------- | ----------------------------------- | ---------------------------------------------------------------------- |
|                  | Horcoff (Špaček, Hemský) — 2 min 31 s Smyth (Hemský, Špaček) — 57 min 45 s | 1-0 1-1 2-1      | Brind'Amour (Stillman) — 49 min 9 s | Arbitrage : Paul Devorski, Michael McGeough Jean Morin, Pierre Racicot |
| Markkanen        | Gardiens                                                                   | C. Ward          |                                     | Arbitrage : Paul Devorski, Michael McGeough Jean Morin, Pierre Racicot |
| 10 min           | Pénalités                                                                  | 14 min           |                                     | Arbitrage : Paul Devorski, Michael McGeough Jean Morin, Pierre Racicot |
| 30               | Tirs                                                                       | 25               |                                     | Arbitrage : Paul Devorski, Michael McGeough Jean Morin, Pierre Racicot |

| 12 juin | Edmonton | 1-2 (1-1, 0-1, 0-0) | Caroline | Rexall Place 16 839 spectateurs |

| Feuille de match | Feuille de match                      | Feuille de match | Feuille de match                                                                  | Feuille de match                                                   |
| ---------------- | ------------------------------------- | ---------------- | --------------------------------------------------------------------------------- | ------------------------------------------------------------------ |
|                  | Samsonov (Dvořák, Stoll) — 8 min 40 s | 1-0 1-1 1-2      | Stillman (Kaberle, Staal) — 9 min 9 s (SN) Recchi (Staal, Stillman) — 35 min 56 s | Arbitrage : Bill McCreary, Brad Watson Greg Devorski, Jay Sharrers |
| Markkanen        | Gardiens                              | Ward             |                                                                                   | Arbitrage : Bill McCreary, Brad Watson Greg Devorski, Jay Sharrers |
| 12 min           | Pénalités                             | 12 min           |                                                                                   | Arbitrage : Bill McCreary, Brad Watson Greg Devorski, Jay Sharrers |
| 21               | Tirs                                  | 20               |                                                                                   | Arbitrage : Bill McCreary, Brad Watson Greg Devorski, Jay Sharrers |

| 14 juin | Caroline | 3-4 (pr) (2-3, 1-0, 0-0, 0-1) | Edmonton | RBC Center 18 974 spectateurs |

| Feuille de match | Feuille de match | Feuille de match            | Feuille de match | Feuille de match                                                       |
| ---------------- | --- | --------------------------- | --- | ---------------------------------------------------------------------- |
|                  | Pisani (Pronger, Torres) — 16 s Hemský (Tärnström, Staios) — 13 min 25 s (SN) Peca (Hemský, Pronger) — 19 min 42 s Pisani — 63 min 31 s (IN) | 0-1 1-1 2-1 2-2 2-3 3-3 3-4 | Staal (Weight, Hedican) — 5 min 54 s (SN) Whitney (Staal, Recchi) — 10 min 16 s (SN) Staal (Whitney, Stillman) — 29 min 56 s (SN) | Arbitrage : Paul Devorski, Michael McGeough Jean Morin, Pierre Racicot |
| C. Ward          | Gardiens | Markkanen                   | | Arbitrage : Paul Devorski, Michael McGeough Jean Morin, Pierre Racicot |
| 14 min           | Pénalités | 16 min                      | | Arbitrage : Paul Devorski, Michael McGeough Jean Morin, Pierre Racicot |
| 24               | Tirs | 29                          | | Arbitrage : Paul Devorski, Michael McGeough Jean Morin, Pierre Racicot |

| 17 juin | Edmonton | 4-0 (0-0, 2-0, 2-0) | Caroline | Rexall Place 16 839 spectateurs |

| Feuille de match | Feuille de match | Feuille de match | Feuille de match | Feuille de match                                                   |
| ---------------- | --- | ---------------- | ---------------- | ------------------------------------------------------------------ |
|                  | Pisani (Hemský, Špaček) — 21 min 45 s (SN) Torres (Staios, Pisani) — 29 min 54 s Smyth (Peca, Špaček) — 43 min 4 s (SN) Horcoff (Dvořák, Tärnström) — 53 min 5 s (SN) | 1-0 2-0 3-0 4-0  |                  | Arbitrage : Bill McCreary, Brad Watson Greg Devorski, Jay Sharrers |
| Markkanen        | Gardiens | C. Ward          |                  | Arbitrage : Bill McCreary, Brad Watson Greg Devorski, Jay Sharrers |
| 14 min           | Pénalités | 20 min           |                  | Arbitrage : Bill McCreary, Brad Watson Greg Devorski, Jay Sharrers |
| 34               | Tirs | 16               |                  | Arbitrage : Bill McCreary, Brad Watson Greg Devorski, Jay Sharrers |

| 19 juin | Caroline | 3-1 (1-0, 1-0, 1-1) | Edmonton | RBC Center 18 978 spectateurs |

| Feuille de match | Feuille de match | Feuille de match | Feuille de match                     | Feuille de match                                                   |
| ---------------- | --- | ---------------- | ------------------------------------ | ------------------------------------------------------------------ |
|                  | A. Ward (Recchi, Cullen) — 1 min 26 s Kaberle (Stillman, Cullen) — 24 min 18 s (SN) Williams (Staal, Hedican) — 58 min 59 s (CV) | 1-0 2-0 2-1 3-1  | Pisani (Murray, Torres) — 41 min 3 s | Arbitrage : Bill McCreary, Brad Watson Greg Devorski, Jay Sharrers |
| C. Ward          | Gardiens | Markkanen        |                                      | Arbitrage : Bill McCreary, Brad Watson Greg Devorski, Jay Sharrers |
| 10 min           | Pénalités | 12 min           |                                      | Arbitrage : Bill McCreary, Brad Watson Greg Devorski, Jay Sharrers |
| 27               | Tirs | 23               |                                      | Arbitrage : Bill McCreary, Brad Watson Greg Devorski, Jay Sharrers |